# Avia
Avia je česká značka založená roku 1919, produkty jsou nyní nákladní automobily a letecké vrtule, historicky také výroba letadel a leteckých motorů. Po roce 1989 přišla privatizace a firmu ovládla jihokorejská skupina Daewoo, poté indická automobilka Ashok Leyland a od roku 2016 firmu Avia Motors vlastní skupina Czechoslovak Group, výrobu přenesla z Letňan do Přelouče a pokračuje ve výrobě nákladních automobilů a jejich dílů. Druhá firma Avia Propeller sídlící v areálu Letov vyrábí letecké vrtule.

## Historie podniku

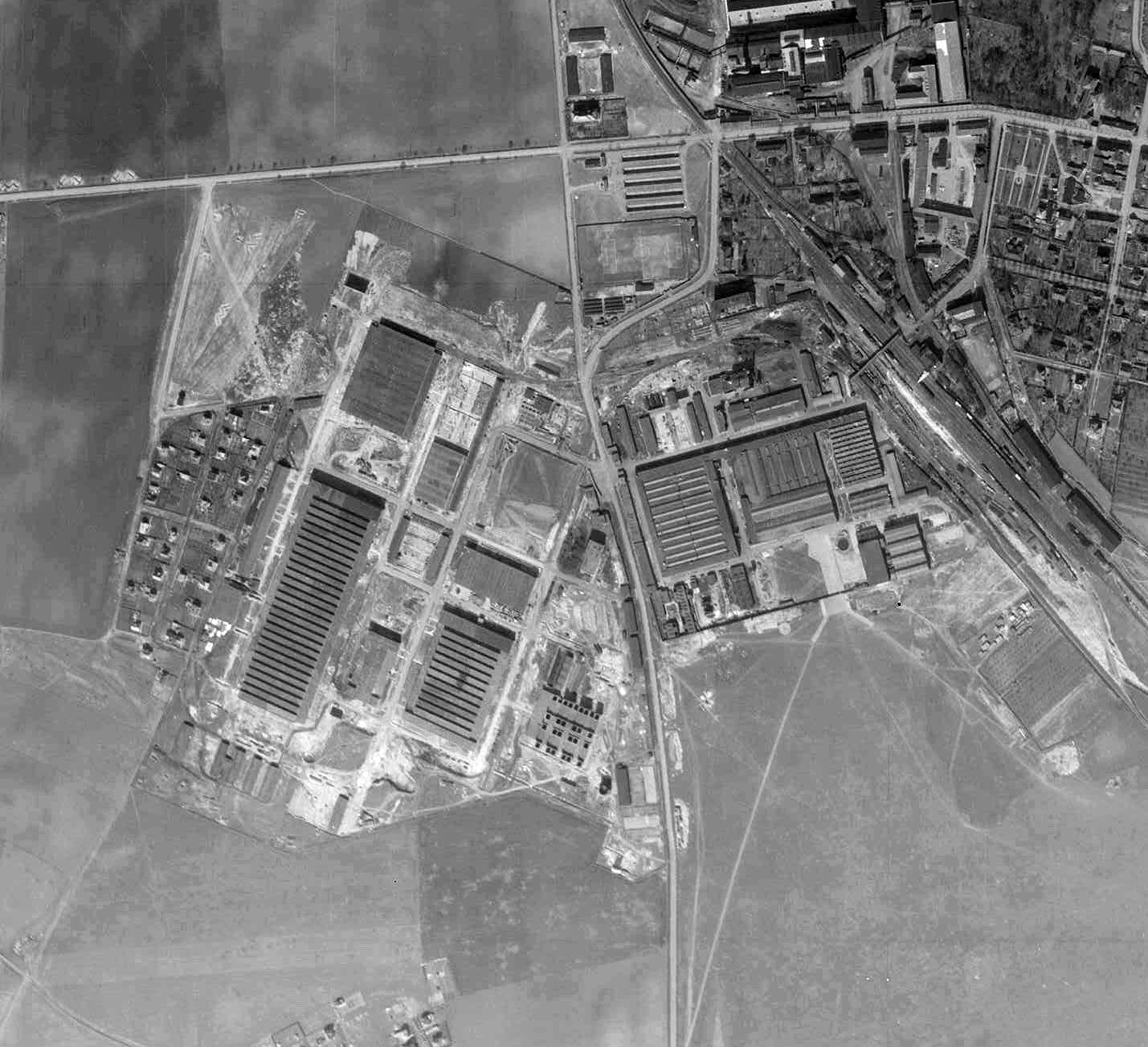
Letecký snímek továrny z dubna 1945

Společnost založili 19. června 1919 inženýři a letečtí konstruktéři Pavel Beneš a Miroslav Hajn jako společnost pro opravy a výrobu letadel – název Avia, dílna na opravu a výrobu letadel byl odvozen od Klubu aviatiků, jehož byli oba členy. Působit začali s osmi dělníky (pět truhlářů a tři zámečníci) v pronajatých prostorech bývalého cukrovaru ve Vysočanech, zprvu se věnovali jen opravám letadel a truhlářským zakázkám, a to včetně výroby vrtulí, kluzáků a bumerangů.
Dalšími společníky Avie se stali motocyklový konstruktér Josef František Koch a obchodník Václav Malý – ten se však v létě 1921 s ostatními rozešel a Pavel Beneš tedy oslovil svého spolužáka z vysoké školy Miloše Bondyho a jeho bratra Karla ke vstupu do společnosti. Miloš založil společnost Miloš Bondy a spol., továrna na letadla a v roce 1923 se továrna přestěhovala do Holešovic do Osadní ulice (nyní DOX), do opuštěného areálu po společnosti Aero. Od roku 1924 nesla název Avia, Miloš Bondy a spol., továrna na letadla., a rodina Bondyů byla jejím výhradním majitelem. Společnost se prudce rozvíjela, v roce 1926 měla 350 zaměstnanců a Ministerstvo národní obrany rozhodovalo o tom, že se stane dominantním dodavatelem stíhacích letounů pro československou armádu. Na nátlak ministerstva pak rodina Bondyů prodala Avii koncernu Škoda Plzeň, přičemž převod byl dokončen a zcela vypořádán až v roce 1929.
Od roku 1928 nesla společnost nový název Avia, akciová společnost pro průmysl letecký a koncern Škoda rozhodoval o výstavbě nových výrobních a kancelářských prostor v Letňanech, kam hodlal koncentrovat všechnu svou dosavadní leteckou výrobu. Výstavba započala v roce 1930, společnost se z Holešovic do Letňan stěhovala roku 1931, zároveň sem Škoda přesunula výrobu leteckých dílů z Plzně a z Mladé Boleslavi. Za II. světové války byl v Letňanech vystavěn druhý výrobní závod, kde se produkovaly díly i celky pro německá letadla Messerschmitt a Arado.
Po II. světové válce byl koncern Škoda uměle rozdroben a Avia se stala samostatným podnikem v rámci trustu Československých závodů automobilových a leteckých.

## Vývoj po roce 1948
Situaci po roce 1948 ilustruje článek „16letý učeň ředitelem závodu" v Rudém právu. V době komunistické vlády v Československu byl podnik nazýván různými způsoby, v květnu 1949 přejmenován na Automobilové závody, n.p., závod 2 Avia resp. Avia n.p., závody Jiřího Dimitrova, později bylo po poměrně dlouhou dobu jméno Avia zcela vynecháno, oficiální název byl pouze Závody Jiřího Dimitrova, národní podnik (n.p. ZJD). Od toho byl odvozen i název podnikových novin, týdeníku Dimitrovec (jen v reformní době roku 1968 Avia-noviny). Ač na území Letňan, správou patřila Avia do sousedních Čakovic, což se obrazilo mj. ve jménu Avia Čakovice n.p. I jméno sportovního klubu vedeného pod záštitou Avie zní TJ Avia Čakovice. Roku 1961 se spojila Avia s automobilkou Praga (tehdy zvané Automobilové závody Klementa Gottwalda) a vznikly tak Automobilové závody Letňany se závody v Brně–Horních Heršpicích (pozemek továrny později překatastrován do nového katastrálního území Štýřice), Ivančicích a ve slovenské Žilině. Později z nich vznikl Oborový podnik Avia Letňany.

## Vývoj po roce 1989

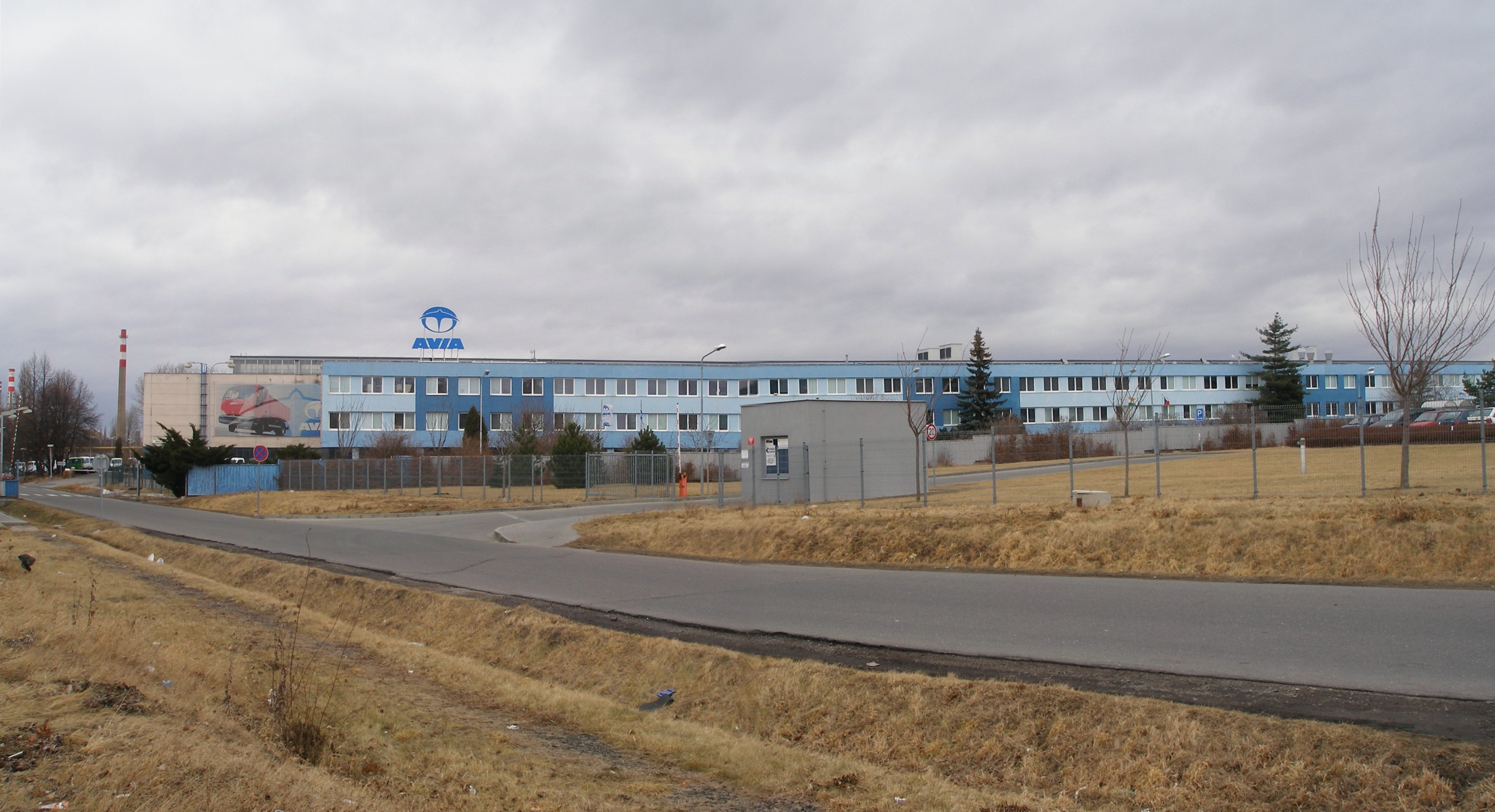
Avia Letňany

Po roce 1989 přišla francouzská státní automobilka Renault s nabídkou úvěru z francouzského státního rozpočtu na dovoz nového výrobního zařízení (zřejmě opět z Francie) a možností splácet úvěr hotovými výrobky. Začátkem roku 1992 podepsala Avia a Mercedes-Benz prohlášení o záměru spolupráce při výrobě užitkových vozidel (podobné prohlášení podepsal Mercedes-Benz s automobilkou LIAZ a snažil se k tomu přimět i automobilku Tatra). Podmínkou spolupráce ale bylo zavedení cla ve výši 40% na dovoz užitkových automobilů, osvobození od cel pro dodávky firmy Mercedes-Benz a daňové prázdniny po dobu deseti let u nás. To bylo nepřijatelné. Avia byla privatizována českými subjekty.

### Daewoo Avia
Pro další rozvoj firmy pak vláda hledala zahraničního investora. V roce 1995 koupila Avii jihokorejská firma Daewoo a přejmenovala na Daewoo Avia.

### Avia Ashok Leyland Motors
Roku 2006 se vlastníkem stala indická automobilka Ashok Leyland a došlo k přejmenování na Avia Ashok Leyland Motors. Pro stále ztrátové hospodaření rozhodl indický vlastník v roce 2013 o úplném přesunu výroby do Indie a o rozprodeji všech výrobních aktiv v ČR.

### Obnovení výroby
V dubnu 2016 už nevyrábějící Avii koupila česká průmyslová skupina Czechoslovak Group vlastněná Jaroslavem Strnadem od indických majitelů značku AVIA včetně výrobního závodu v Praze Letňanech. Avia už se nevyrábí v Letňanech, ale v průmyslové zóně v Přelouči, v závodech Czechoslovak Group. Stěhování sem začalo na jaře 2017, v tomto období Avia zaměstnávala přibližně sto zaměstnanců. Firma Avia používá tradiční logo Avia, tj. logo užívané před vstupem indické firmy Ashok Leyland.

## Letecká výroba

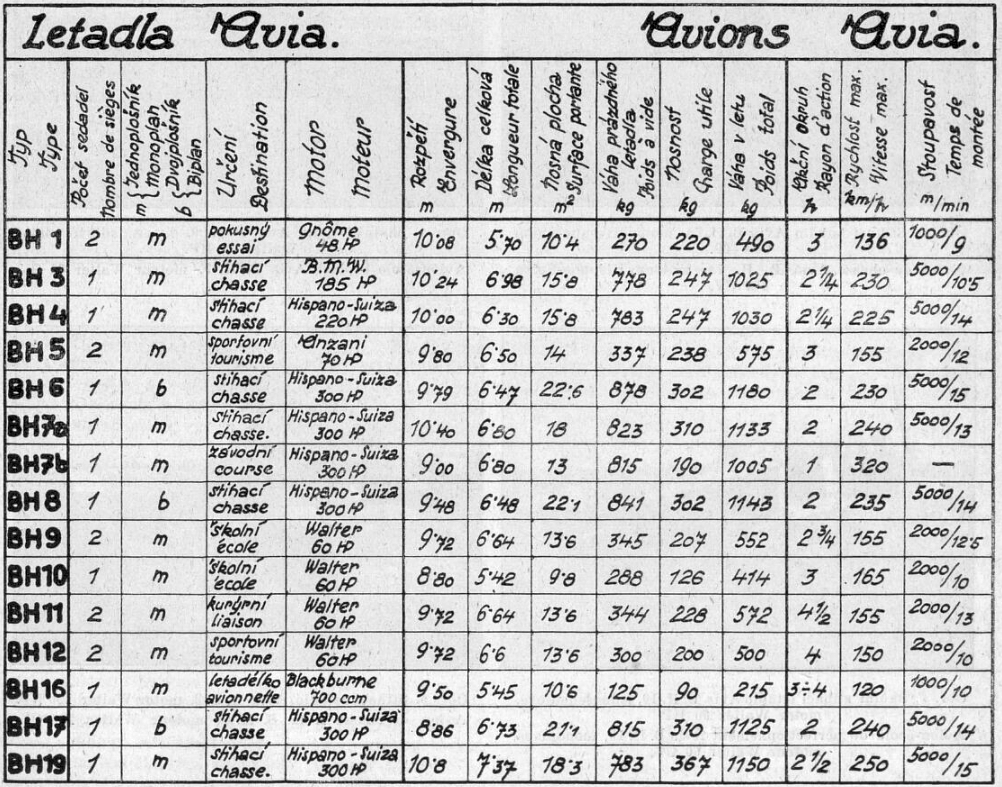
Letadla Avia (1920-1924)

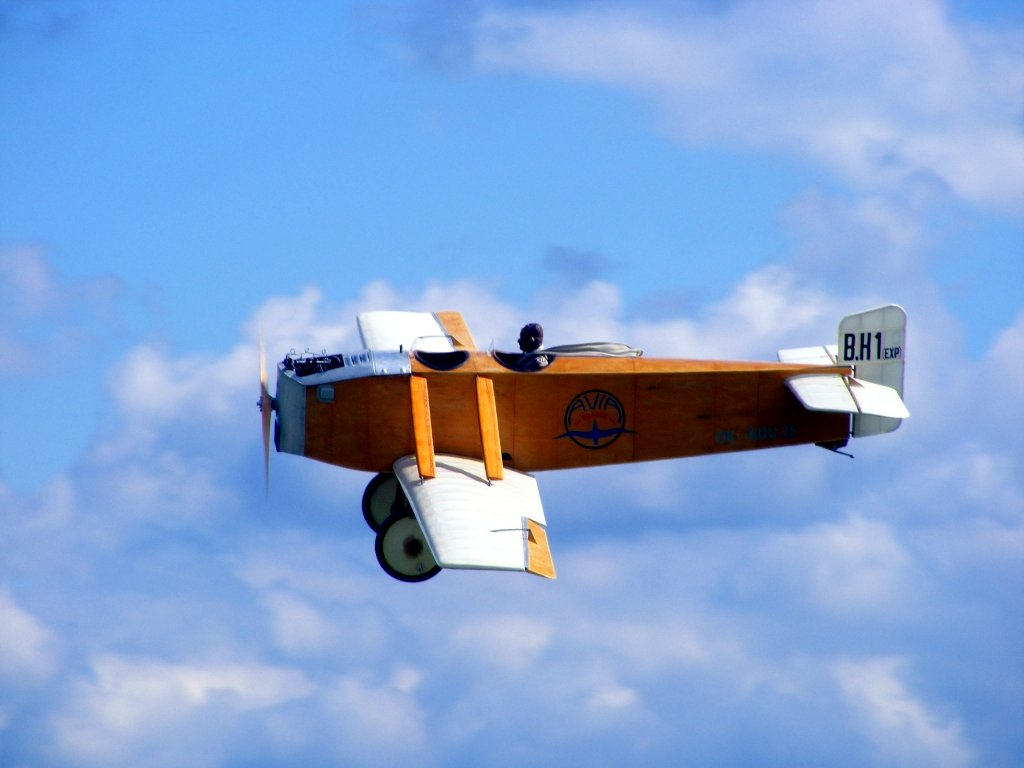
Avia BH-1 (replika)

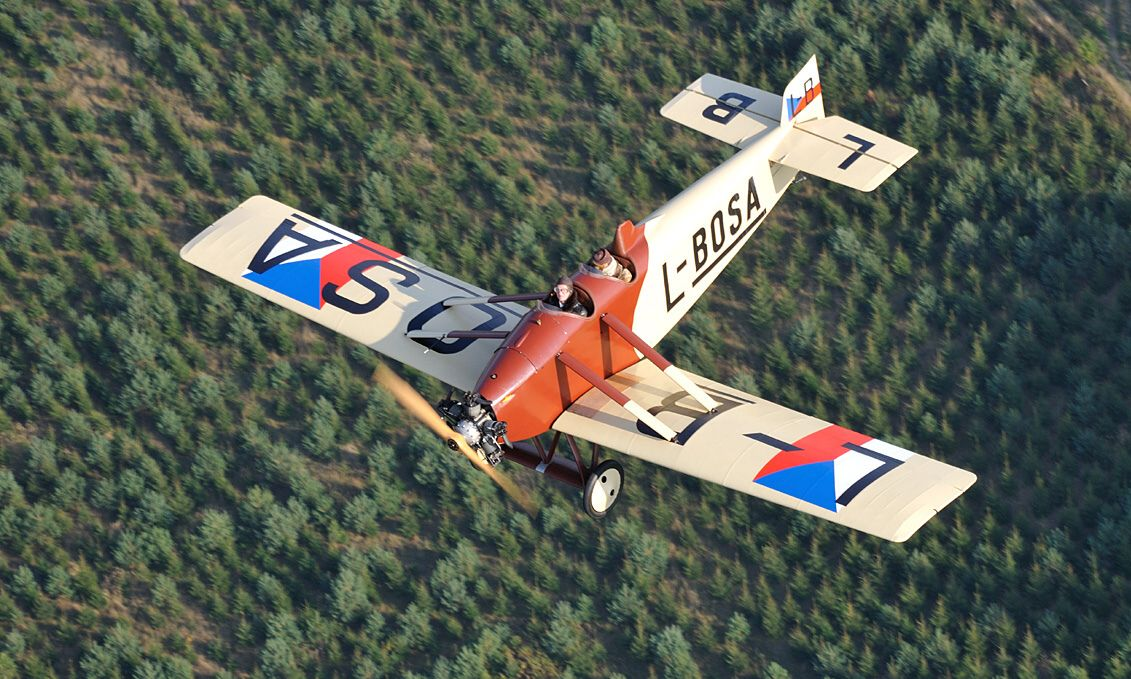
Replika letounu Avia BH-5 v roce 2008

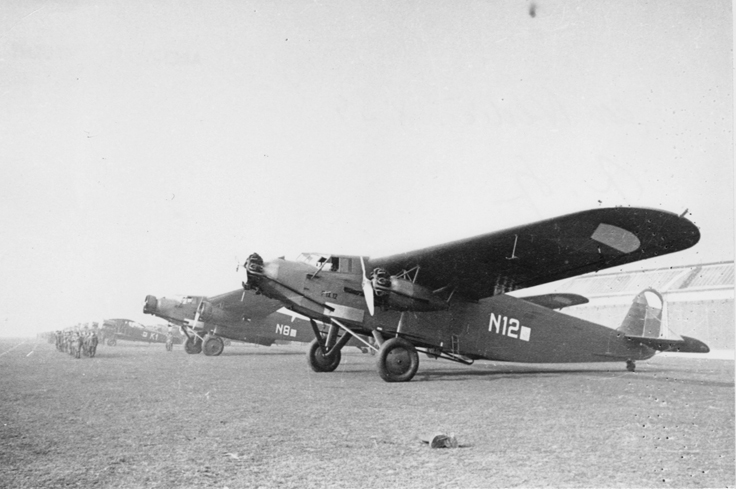
Bombardér Avia F-IX

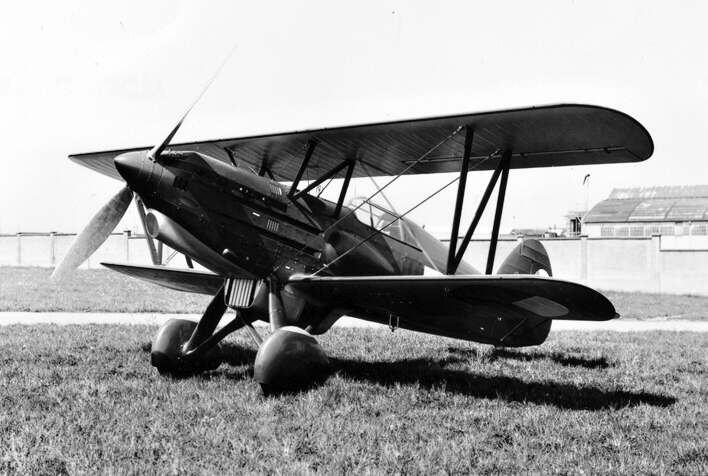
Avia B-534

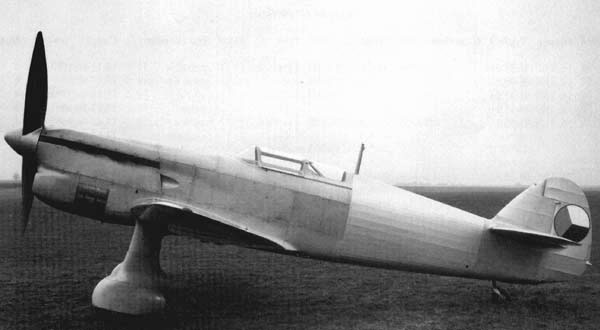
Avia B-35

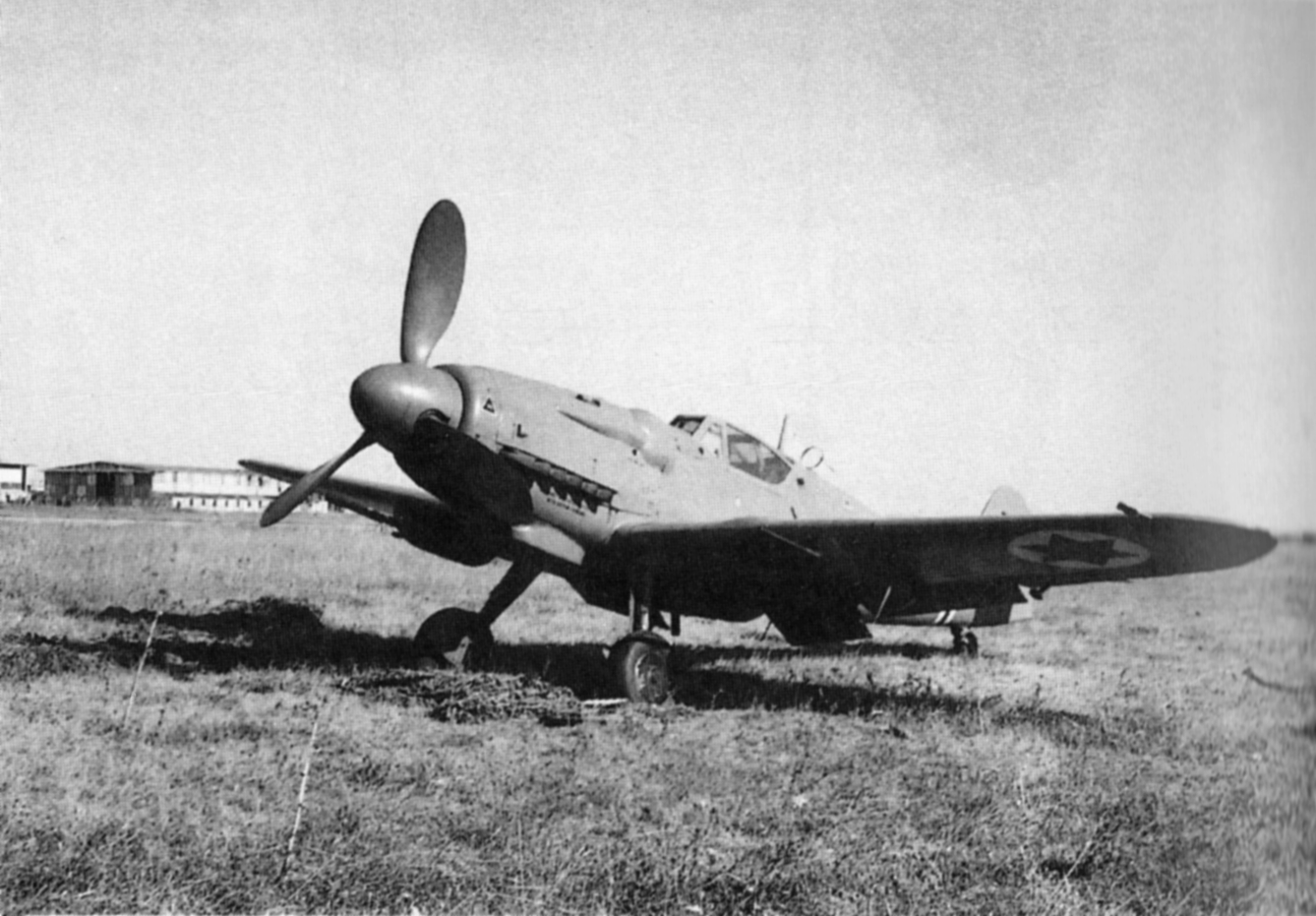
Avia S-199 v izraelském letectvu

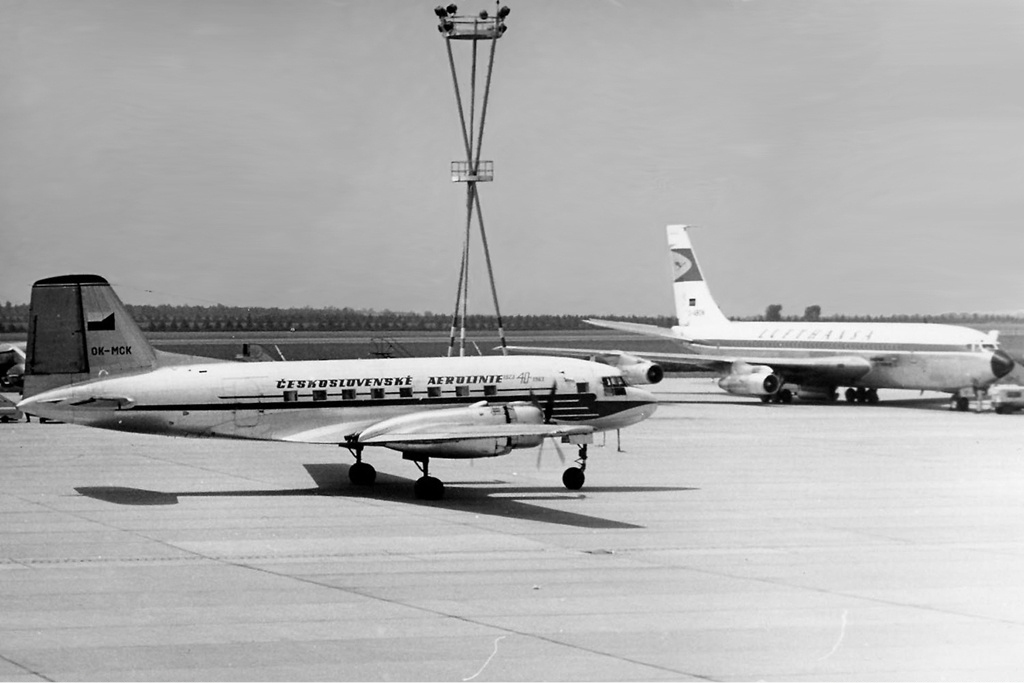
Avia 14 (v licenci vyráběný sovětský letoun Iljušin Il-14) Československých aerolinií v roce 1962 na letišti Praha–Ruzyně

Mezi prvními výrobky, pomocí kterých společnost získávala kapitál na další rozvoj, byla například výroba bumerangů, potřeb pro modeláře a kluzáků. Už v roce 1920 vzlétlo první vlastní motorové letadlo –celodřevěná Avia BH-1, jejíž typové označením BH vzniklo odvozením od iniciál zakladatelů. Ve 20. a 30. letech následovala řada vojenských i civilní letounů vlastní konstrukce – například první sériově vyráběný stíhací dolnoplošník Avia BH-3 (14 kusů), postupným vývojem vznikly další nové nebo odvozené typy. Do sériové výroby se dostaly turistický dolnoplošník Avia BH-9 (přímý následovník prototypu Avia BH-5), Avia BH-11, Avia BH-17, stíhací dvouplošník Avia BH-21, Avia BH-22, dopravní dvouplošník Avia BH-25, poslední celodřevěný stíhací dvouplošník Avia BH-33 a zejména velkosériově vyráběný celokovový stíhací dvouplošník Avia B-534. Naopak pouze prototypem bez následovníka zůstal například hornoplošník Avia BH-7.
Poté, co se Avia stala součástí koncernu Škoda, sem byla převedena i letecká výroba z Mladé Boleslavi (kterou tam založil inženýr Otto Hieronymus ještě pod hlavičkou firmy Laurin & Klement), čímž se Avia stala v té době největší československou společností vyrábějící celokovová letadla. Poslední prací Beneše a Hajna u Avie byl modernizovaný letoun Avia BH-33L s motorem Škoda L. Další původní konstrukcí Avie byl až letoun Avia B-34 konstruktéra Františka Novotného z roku 1932.
Společnost se z nedostatku vlastních konstruktérů (1929–1932) nevyhýbala ani licenční výrobě, tak byly do výroby zavedeny například nizozemské dopravní letouny Avia F-VIIb-3m (1930), Avia F-IX (1932) a později také sovětský bombardér Tupolev SB-2 neboli Avia B-71 (1937). Během druhé světové války Avia vyráběla německá letadla Arado a letecké motory Argus. Po válce se zde vyráběly nepříliš povedené stíhací letouny Avia S-199 (odvozené z typu Messerschmitt Bf 109G), které však sehrály důležitou roli při izraelské válce za nezávislost (viz Gešer ad Halom). Vznikla zde ale i první československá proudová stíhačka Avia S-92 (podle vzoru Messerschmitt Me 262) a dále Arado Ar 96B (pod označením C-2). 
Posledním letounem původní konstrukce ing. Františka Novotného byl letoun Avia Av-36 Bojar (1946). V 50. letech Avia v licenci vyráběla sovětský bitevník Iljušin Il-10 pod označením Avia B-33 a rovněž sovětský dopravní letoun Iljušin Il-14 jako Avia Av-14.
Výroba letadel byla definitivně ukončena roku 1960 a několik dalších let se zde vyráběly už jen letecké motory a vrtule pro jiné československé i zahraniční výrobce. Výrobu pístových leteckých motorů v roce 1992 převzala společnost LOM Praha a výrobu vrtulí společnost Avia-Hamilton Standard Aviation s. r. o., nyní Avia Propeller, s.r.o. sídlící v areálu bývalé společnosti Letov.

### Seznam letadel
- Avia BH-1 (1920) Jednomotorový dvousedadlový experimentální a sportovní jednoplošník, vyroben jeden prototyp
- Avia BH-2 (1921) Jednomotorový jednosedadlový sportovní jednoplošník, vyroben jeden nedokončený prototyp
- Avia BH-3 (1921) Stíhací letoun, vývoj BH-1
- Avia BH-4 (1922) Vývoj BH-3 s výkonnějším motorem, vyroben jeden prototyp
- Avia BH-5 (1923) Jednomotorový dvousedadlový sportovní jednoplošník, vyroben jeden prototyp
- Avia BH-6 (1923) Jednomotorový dvojplošný stíhací letoun, vyroben jeden prototyp
- Avia BH-7 (1923) Jednomotorový jednosedadlový stíhací a závodní hornoplošník, vyrobeny dva prototypy
- Avia BH-8 (1923) Vývoj BH-6, vyroben jeden prototyp
- Avia BH-9 (1923) Vývoj BH-5
- Avia BH-10 (1924) Vývoj BH-9, jednosedadlový sportovní letoun
- Avia BH-11 (1923) Vývoj BH-9, dvousedadlový sportovní letoun
- Avia BH-12 (1924) Vývoj BH-9 se skládacími křídly
- Avia BH-16 (1924) Velmi lehký jednomotorový jednosedadlový sportovní jednoplošník, vyrobeny dva prototypy
- Avia BH-17 (1924) Jednomotorový jednosedadlový stíhací dvojplošník
- Avia BH-19 (1924) Vývoj BH-3, vyrobeny dva prototypy
- Avia BH-20 (1924) Jednomotorový jednosedadlový cvičný a akrobatický dvojplošník, vyroben jeden prototyp
- Avia BH-21 (1925) Jednomotorový jednosedadlový stíhací a závodní dvojplošník
- Avia BH-22 (1924) Jednomotorový jednosedadlový cvičný a akrobatický letoun; vyvinutý z BH-21
- Avia BH-23 (1926) Noční stíhač, vývoj BH-21 a BH-22, vyrobeny dva prototypy
- Avia BH-25 (1926) Jednomotorový dopravní dvojplošník pro dva piloty a pět cestujících
- Avia BH-26 (1927) Jednomotorový dvousedadlový dvojplošník
- Avia BH-27 (konec 20. let) Nerealizovaný projekt jednomotorového hornoplošného dopravního letounu pro pilota a tři cestující
- Avia BH-28 (1927) Jednomotorový dvousedadlový průzkumný dvojplošník, vyroben jeden prototyp
- Avia BH-29 (1927) Jednomotorový dvousedadlový cvičný dvojplošník, vyrobeny dva prototypy
- Avia BH-33 (1927) Jednomotorový jednosedadlový stíhací letoun; vývoj BH-21 s výkonnějším motorem
- Avia BH-35 (1929) Projekt třímotorovového hornoplošníku
- Avia BH-133 (1930) Prototyp závodního letounu, vývoj BH-33
- Avia F-VIIb-3m (1930) Licenční třímotorový dopravní letoun Fokker F.VII
- Avia F-IX (1932) Československá adaptace bombardéru Fokker F.IX
- Avia B-34 (1932) Jednomotorový jednosedadlový stíhací dvojplošník
- Avia B-234 (1932) Jednomotorový jednosedadlový stíhací dvojplošník, vyroben jeden prototyp
- Avia B-534 (1933) Jednomotorový jednosedadlový stíhací dvojplošník
- Avia 51 (1933) Třímotorový dopravní letoun pro dva piloty a šest cestujících, vyrobeny tři kusy
- Avia B-122 (1934) Jednomotorový jednosedadlový akrobatický dvojplošník, vyrobeny čtyři kusy
- Avia Ba-122 (1935) Jednomotorový jednosedadlový akrobatický dvojplošník
- Avia 156 (1934) Jednomotorový dopravní letoun pro 6 cestujících, vyroben jeden prototyp
- Avia 57 (1935) Třímotorový dopravní letoun letoun pro 15 cestujících
- Avia B-36 (1936) Projekt dvoumotorového středoplošného bombardéru
- Avia B-634 (1936) Aerodynamicky zdokonalená B-534, vyroben jeden prototyp
- Avia Bš-122 (1936) Jednomotorový jednosedadlový výcvikový dvojplošník
- Avia B-322 (1937) upravená verze Bš-122, vyroben jeden prototyp
- Avia B-71 (1937) Československá verze sovětského dvoumotorového bombardéru Tupolev SB-2
- Avia B-222 (1938) Jednomotorový jednosedadlový akrobatický dvojplošník, vyroben jeden kus
- Avia B-422 (1938) Jednomotorový jednosedadlový akrobatický dvojplošník, vyrobeny dva kusy
- Avia B-35 (1938) Jednomotorový stíhací dolnoplošník
- Avia 58 (1938) Projekt dvoumotorového středního bombardéru
- Avia B-158 (1938) Dvoumotorový lehký bombardér, vyvinut z Avie 58, postaven jeden prototyp
- Avia B-135 (1939) Zmodernizovaná B-35 se zatahovacím podvozkem

#### Poválečné letouny
- Avia S-99 (1945) Československá poválečná verze německého stíhacího letounu Messerschmitt Bf-109G
- Avia VR-1 (1945) Československá poválečná verze německé helikoptéry Focke-Achgelis Fa 223 Drache
- Avia Av-36 Bojar (1946) Jednomotorový sportovní a turistický jednoplošník
- Avia S-92 (1946) Československá verze německého proudového stíhacího letounu Messerschmitt Me 262
- Avia S-199 (1947) S-99 s motorem Jumo 211
- Avia 14 (1950) Československá verze sovětského dvoumotorového dopravního letounu pro 18 cestujících Iljušin Il-14, vyrobeno 3 600 kusů
- Avia B-33 (1951) Československá verze sovětského bitevního letounu Iljušin Il-10
- Avia B-228 Československá verze sovětského bombardéru Iljušin Il-28
- Avia S-105 Československá verze sovětského stíhacího letounu MiG-19S

#### Letecké motory
- Vr-36 (1931) – licence Hispano-Suiza 12Nbr, kapalinou chlazený dvanáctiválec do V o jmenovitém výkonu 477 kW (650 k)
- R-29 (1932) – vzduchem chlazený hvězdicový devítiválec o výkonu 441 kW (600 k)
- Rk-12 (1933) – vzduchem chlazený hvězdicový sedmiválec o výkonu 147 kW (200 k)
- Rk-17 (1934) – vzduchem chlazený hvězdicový devítiválec o výkonu 264 kW (360 k)
- HS 12Ydrs (1935) – licence Hispano Suiza 12Ydrs, kapalinou chlazený dvanáctiválec do V o jmenovitém výkonu 558 kW (760 k)
- M-42 (1951) – licence Mikulin AM-42, kapalinou chlazený dvanáctiválec do V o jmenovitém výkonu 1286 kW (1750 k)
- M-21 (1952) – licence Švecov AŠ-21, vzduchem chlazený hvězdicový sedmiválec o jmenovitém výkonu 419 kW (570 k)
- M-82T (1954) – licence Švecov AŠ-82T, vzduchem chlazený dvouhvězdicový čtrnáctiválec o jmenovitém výkonu 1198 kW (1630 k)
- M-110H (1957) – plochý vzduchem chlazený čtyřválec o jmenovitém výkonu 86 kW (117 k)
- M462RF (1965) – úprava licenčního motoru Ivčenko AI-14RF, vzduchem chlazený hvězdicový devítiválec o jmenovitém výkonu 206 kW (280 k)
- M-332, M-337, M-137 – delimitovaná výroba leteckých pístových motorů konstruktéra ing. B. Šimůnka z jinonického Motorletu, vyráběné v Avii v letech 1964–1992

## Výroba automobilů

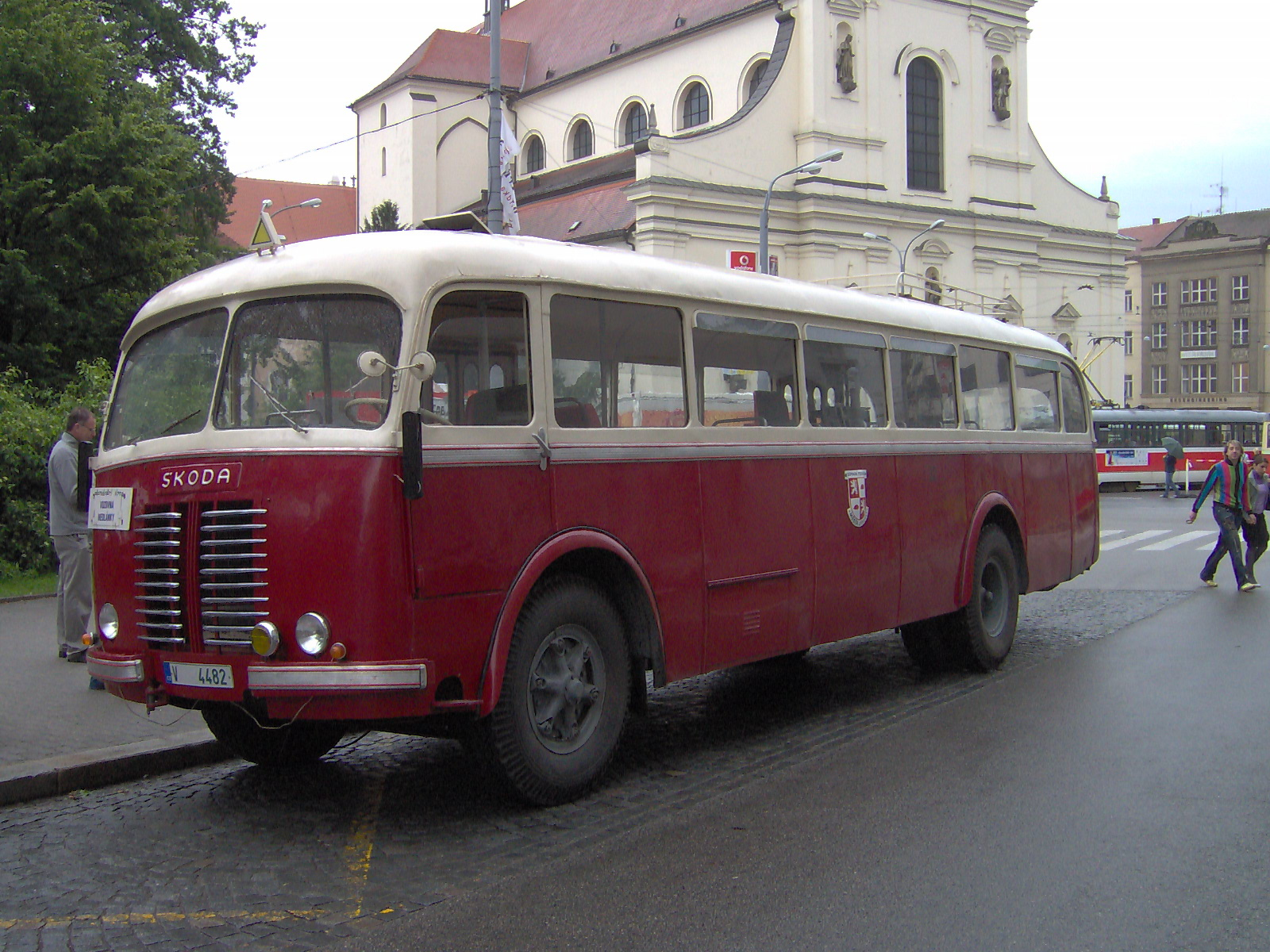
Škoda 706 RO

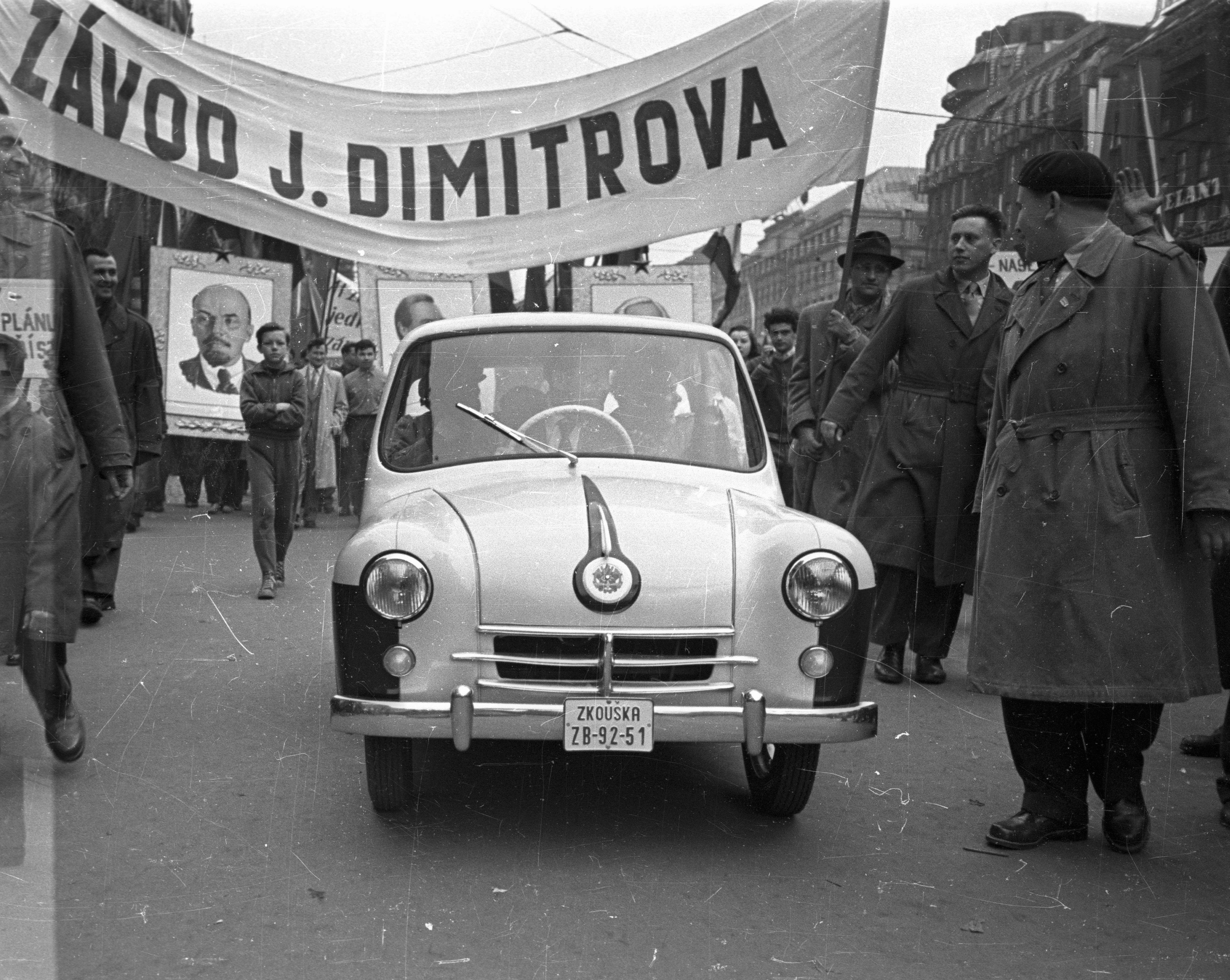
Avia 350 první verze na prvomájovém průvodu v Praze, 1956

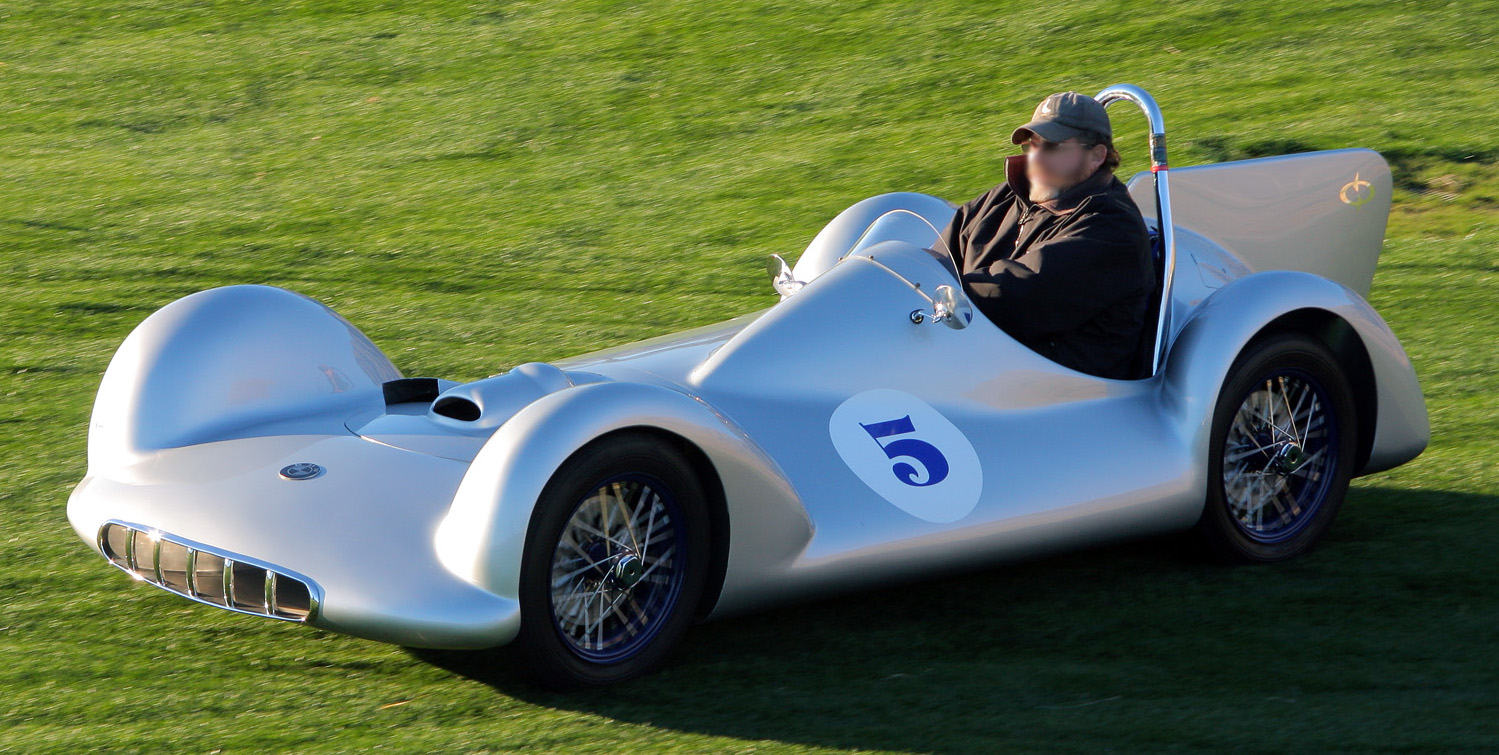
Monopost Avia 750 MKIII

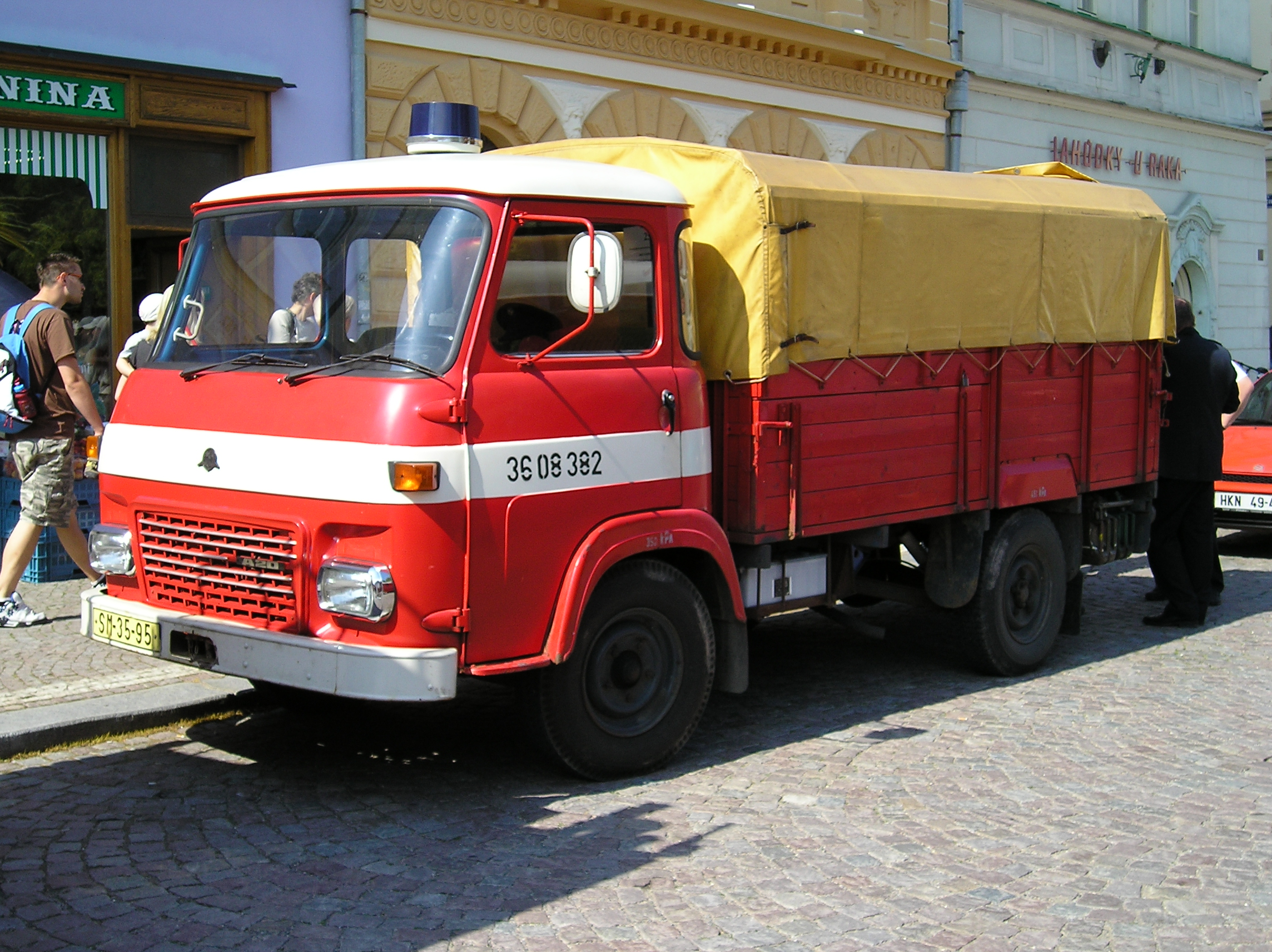
Avia A20

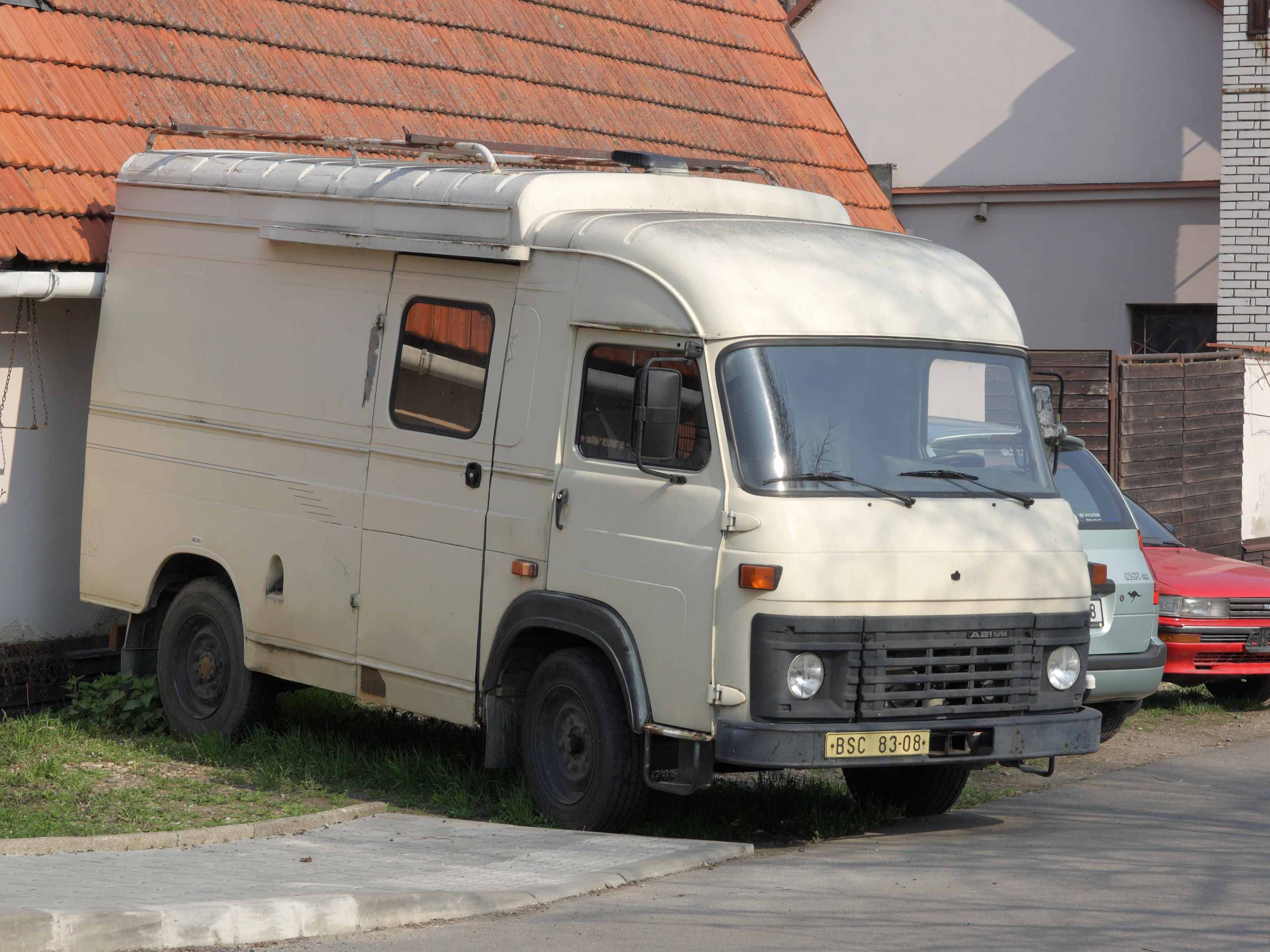
Avia A21

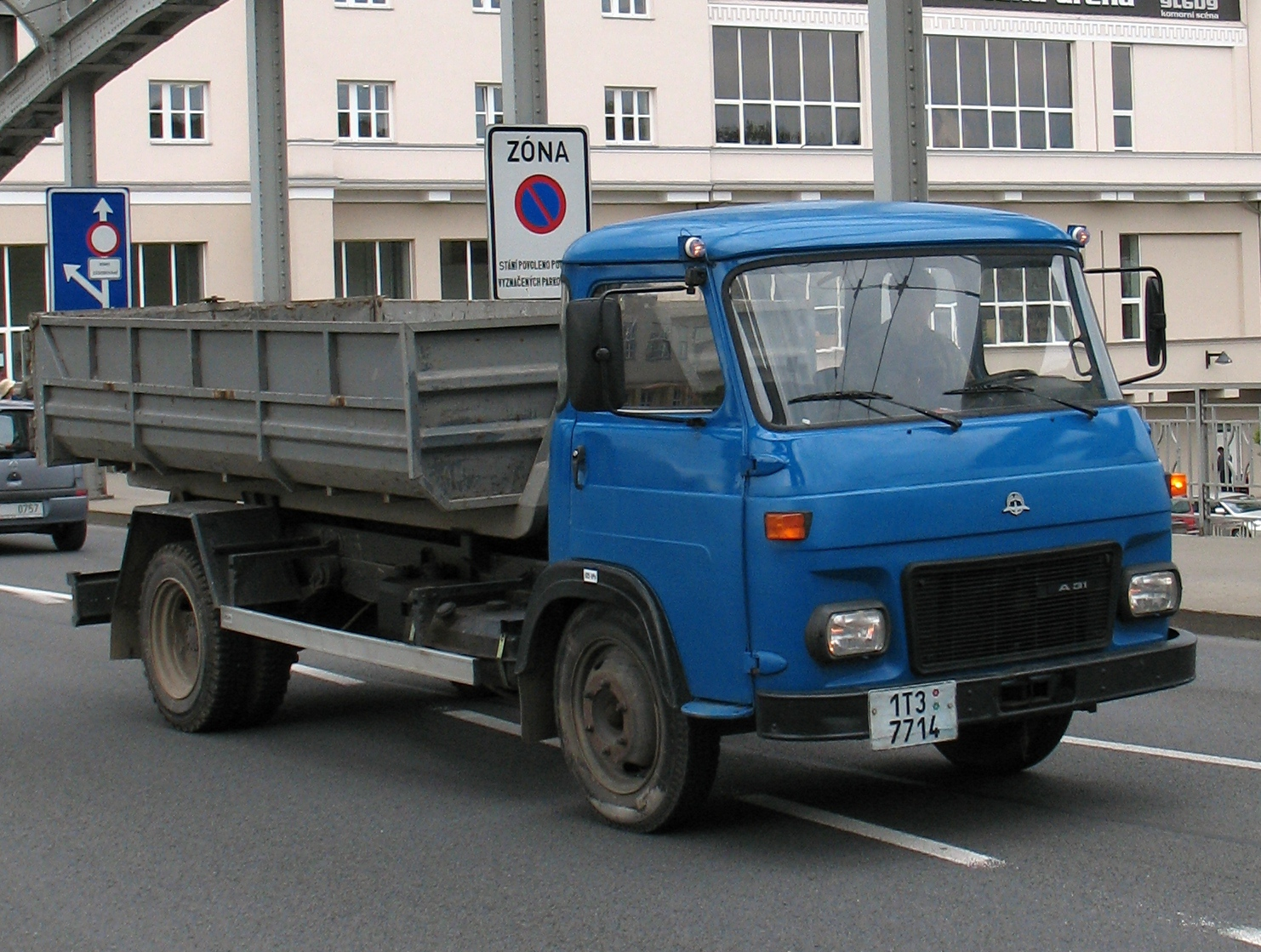
Avia A31

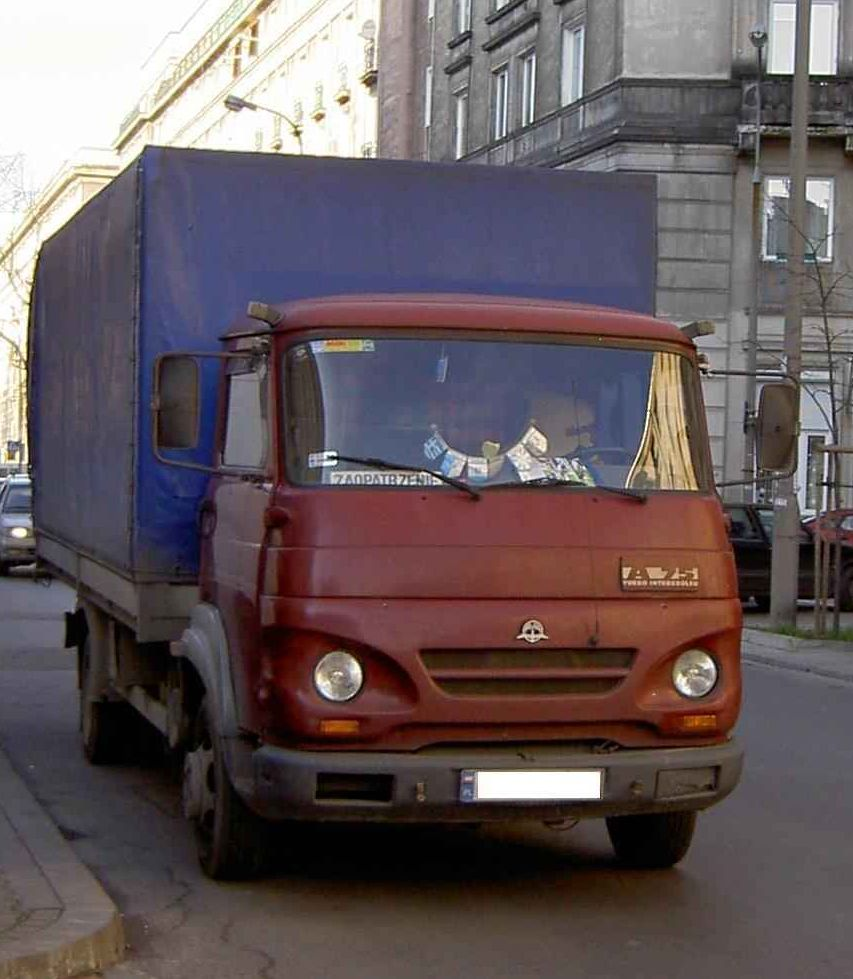
Avia A75

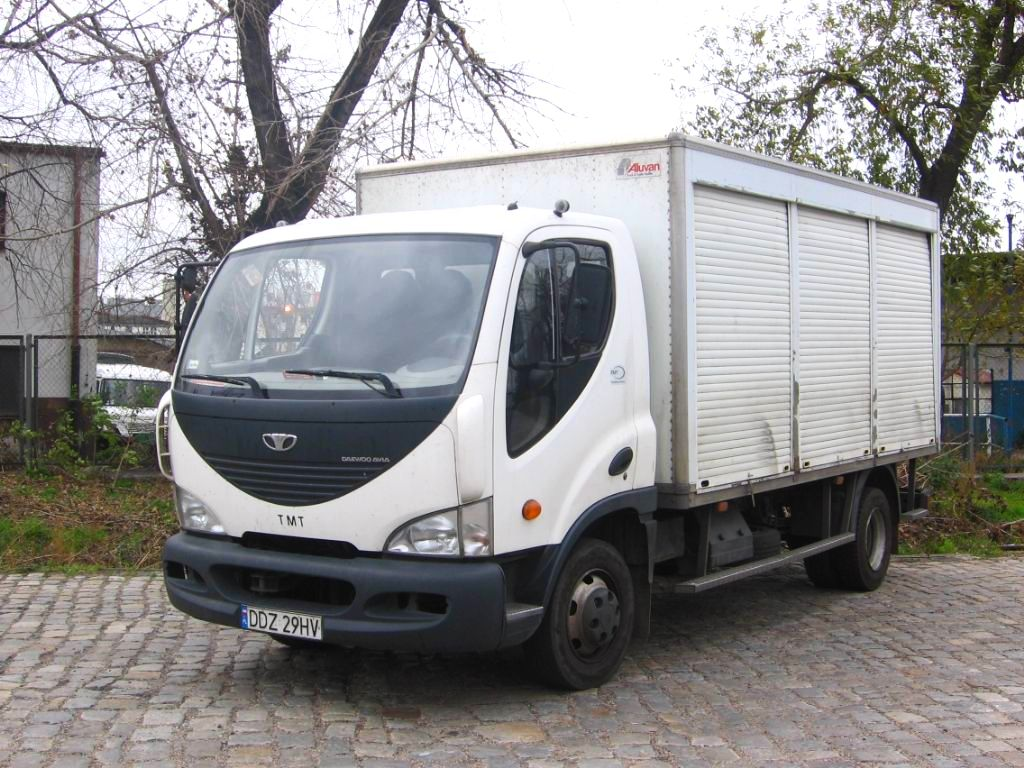
Avia D90

Po náletu z 9. května 1945 ležela v troskách většina spřízněného závodu ASAP Mladá Boleslav, vyrábějící do té doby širokou paletu vozidel značky Škoda. Osvobozená republika a zestátněný průmysl však vyžadovaly co nejrychlejší obnovení výroby užitkových vozidel a naopak po letadlech nebyla velká poptávka, proto byla do Avie (na základě dohody šéfkonstruktéra Škody Oldřicha Meduny s šéfkonstruktérem Pragy Janem Lancem) hned po válce převedena výroba nákladní sedmi-, až devítituny Škoda 706 R, v roce 1947 doplněné o autobusovou verzi Škoda 706 RO. Zastaralá podvozková koncepce autobusu se příliš nezamlouvala odborníkům z tehdy čerstvě vzniklého podniku ČSAD, a proto konstruktéři Avie ve spolupráci s dojíždějícími konstruktéry mladoboleslavských AZNP připravili několik verzí samonosné karosérie autobusu: Škoda 706 ROS se stojatým motorem v zádi (říjen 1948), Škoda 706 RLS s ležatým motorem pod zadní podlahou a poloautomatickou převodovkou Praga-Wilson (prosinec 1949), Škoda 706 RLS-h s ležatým motorem pod zadní podlahou a automatickou hydraulickou převodovkou Ljungström (1950) a Škoda 706 ROL s ležatým motorem za přední nápravou a poloautomatickou převodovkou Praga-Wilson (1950). Ty všechny však vznikly vždy jen v jediném prototypu: zostřování mezinárodní situace totiž v roce 1951 vedlo k nutnosti obnovit výrobu vojenských letadel a tedy k rychlému vymístění veškeré automobilní výroby z Avie do čerstvě založeného LIAZu. Navíc bylo rozhodnuto, že Avia předá dokumentaci týkající se konstrukce a vývoje nové generace autobusů do Maďarska, jež se mělo stát hlavním producentem tohoto druhu vozidel v rámci RVHP.
V roce 1956 pod značkou Avia vzniklo několik (12-15) závodních monopostů, postaveny byly na základech vozu Aero Minor s 615cc dvoutaktními dvouválci. Monopost Avia 750 MKIII je jiné konstrukce a dochoval se do současnosti. Mnohokrát změnil majitele a přes Západní Německo se dostal do Kalifornie.
Od roku 1956 do 1959 bylo také vyrobeno určité množství slibných prototypů třímístného lidového vozítka Avia 350 (řidič seděl vpředu uprostřed, dva spolucestující vzadu) s dvoudobým vzduchem chlazeným motorem 344 cm³ a duralovou karosérií. Záměrem bylo poskytnout spotřebiteli vozidlo nabízející víc než motocykl za podstatně nižší cenu než automobil. K sériové výrobě ovšem nedošlo.
Ve druhé půli 50. let letecké výroby opět ubývalo. Kooperující automobilka Praga, působící ve stísněném vysočanském areálu, přitom potřebovala uvolnit kapacity pro výrobu různých převodovek pro silniční i kolejová vozidla, a proto Avia začala do výrobního areálu v Letňanech postupně přebírat jednak kompletaci automobilu Tatra 805, jednak výrobu dílů a kompletaci vojenské šestituny Praga V3S a odvozené silniční pětituny Praga S5T. Tato vozidla však zcela nevyhovovala potřebám domácího trhu, který vyžadoval také rychlé a lehké rozvážkové automobily s nosností 1 až 3 tuny – a taková domácí vozidla, po ukončení výroby typů Praga RN/RND a Praga A 150, chyběla. Avia tehdy ve spolupráci s LIAZem začala vyvíjet nový nákladní automobil s jednotnou trambusovou budkou Avia-Praga-LIAZ, vzniklo několik prototypů obou značek, ale nakonec z této spolupráce sešlo pro nezměrné technologické a investiční průtahy v plánovaném hospodářství: náběh sériové výroby typové řady LIAZ 100 nastal až roku 1975 a Avia byla významným subdodavatelem dílců pro jeho budky, zatímco vlastní vývoj nových Avií byl v roce 1967 zastaven a nahrazen zakoupenou licencí na nákladní automobily Saviem z koncernu Renault. Konkrétně šlo o typy SG-2 a SG-4, které se od roku 1968 vyráběly jako Avia A15 o nosnosti 1,5 tuny, s motorem 712.10 (3320 cm³, 50 kW), a jako Avia A30 o nosnosti 3 tuny, s motorem 712.11 (3320 cm³, 59 kW). Vozy se montovaly zprvu z dovezených, později z vyráběných dílů. Od typu A30 byl v roce 1969 odvozen i midibus Karosa A 30, který vzbudil velkou pozornost na autosalonu v Nice, ale vznikl jen v malé sérii 13 kusů a do hromadné výroby se nedostal. Na podvozky A30 se pak v Maďarsku stavěly hranaté midibusy Ikarus 553, které se zpětně dovážely do ČSSR.
Vojensky využitelná Praga V3S zůstala ve výrobě, i přes několikeré deklarace jejího ukončení, až do 90. let – tehdy již v modernizovaném provedení s novými motory a převodovkami. Snahy o její nahrazení typem Avia S430 (resp. též Praga S 430) skončily nezdarem pro neodstranitelné vady prototypů. Vývoj nástupce Praga V3S přesunutý do BAZu pod názvem Devín zašel na úbytě po pádu socialismu a rozpadu Československa. Naopak silniční Praga S5T se přestala vyrábět v roce 1972, protože blokovala kapacitu a výroba moderních valníků, sklápěčů a dalších aplikací na podvozcích A15 a A30 zdaleka nestačila poptávce, zvlášť když se v roce 1975 začalo s exportem, který později trvale tvořil přibližně čtvrtinu výroby (v rámci spolupráce se do některých zemí dodávaly tyto automobily pod značkou Renault - koncem 80. let minulého století v počtu 500-600 ročně). Ivančický závod se tehdy specializoval na skříňové nástavby, heršpický na stavební nástavby a žilinský v roce 1978 přišel s velmi potřebným furgonem A15F. V té době byl typ A15 přepracován a začala se vyrábět Avia A20 s nosností 2 tuny a s motorem 712.13 (3320 cm³, 53 kW). V roce 1983 byla ukončena výroba typů A20 i A30, které byly nahrazeny modernizovanou verzí Avia A21 a Avia A31 s jednotnými úspornějšími motory řady 712.18 (3596 cm³, 61 kW). V polovině 80. let činila výrobní kapacita 14.200 jednotek ročně a nepostačovala tuzemské ani zahraniční poptávce, například pro Bulharsko se dodávaly podvozky A31N pro stavbu dálkových midibusů Čavdar C51. Koncem 80. let vzniklo také několik midibusů TAZ Neretva, které na podvozku A21 postavil jugoslávský výrobce TAZ Zagreb. Připravovaná modernizace pod označením Avia - AN, která začala v polovině 80. let, byla vyvíjena jako zcela nový typ, měla sklopnou moderní kabinu a byla poháněna turbomotory. Nepřekročila ale fázi provozních zkoušek.
Jak se po roce 1989 otevřel trh zahraničním výrobcům, s jejichž výrobky se Avia nemohla měřit zejména co do kvality a jízdního komfortu, se poptávka prudce propadla (v roce 1991 vyrobeno asi 10 000 vozidel). Avia byla nucena přijít s novými, nebo alespoň výrazně inovovanými modely. Typová řada A byla tedy v roce 1997 modernizována, do výroby přišly nové motory D421 s výkony 76 až 85 kW a začaly se dodávat automobily se sklopnou kabinou, po které uživatelé volali již přes deset let. Nabídka byla rozšířena o typy Avia A60, Avia A65, Avia A70, Avia A75 a Avia A80. Výroba původních typů A21 a A31 s nesklopnou kabinou byla ukončena roku 1998. Oproti předchozímu období však byly série výrazně menší, některé modely vznikly dokonce jen ve stovkách kusů. Do zastavení výroby v roce 2000 vzniklo okolo 250 000 podvozků a vozidel všech modifikací (A15, A20/21, A30/31, A60/65, A70/75/80).
V letech 1994–1996 byl vyráběn malý osobní terénní automobil Avia A11 Trend (licence francouzského vozu Auverland A3), který měl ambice sloužit pro civilní i vojenské účely. Bylo vyrobeno cca 250 vozů zejména pro lesníky, energetiky, vodohospodáře apod. Armáda České republiky však dala přednost britským Land Roverům a nový vlastník automobilky o další výrobu nestál.
V roce 2000 byla představena nová řada D, vyráběná v modifikacích Avia D60 + Avia D65, Avia D75, Avia D80 + Avia D85, Avia D90 s dlouhou kabinou, Avia D100 + Avia D110 a nakonec Avia D120. Typ D75, bez motoru a převodovky, byl dodáván mimo jiné britské společnosti Smith’s Electric Vehicles (SEV), která z něj stavěla užitkové elektromobily pro distribuční společnost TNT. Určitou epizodou v historii byla i montáž skříňových dodávek Daewoo Lublin z dílů dodávaných z Polska. Avia Ashok Leyland Motors v roce 2010 vstoupila na ruský trh a kromě centrály otevřela pod hlavičkou společnosti Avia Ashok Leyland RUS devět poboček v různých ruských městech.
Přes solidní užitné hodnoty svých výrobků Avia trvale ztrácela krok s konkurencí: roku 2011 prodala jen cca 600 vozů, roku 2012 pak sice prodala 1003 vozů a tržby vzrostly o 56 %, ale byla v trvalé ztrátě. Mezitím byla v Indii vybudována nová montážní linka na výrobu kabiny Avia a vlastník rozhodl o ukončení výroby v letňanském závodu. Indická verze vozu, která se prodává pod obchodním názvem Ashok Leyland - Boss, využívá upravenou kabinu Avia, ale s jiným podvozkem a motorizací.
V roce 2013 byla sériová výroba v letňanské Avii ukončena, došlo k propuštění většiny personálu a přesunu výroby do Indie. Poslední vozidla Euro 5 dokončili zaměstnanci Avie v roce 2014. Poté došlo k zastavení výroby, nicméně i nadále pokračoval vývoj vozidla Euro 6, které bylo úspěšně zhomologováno.

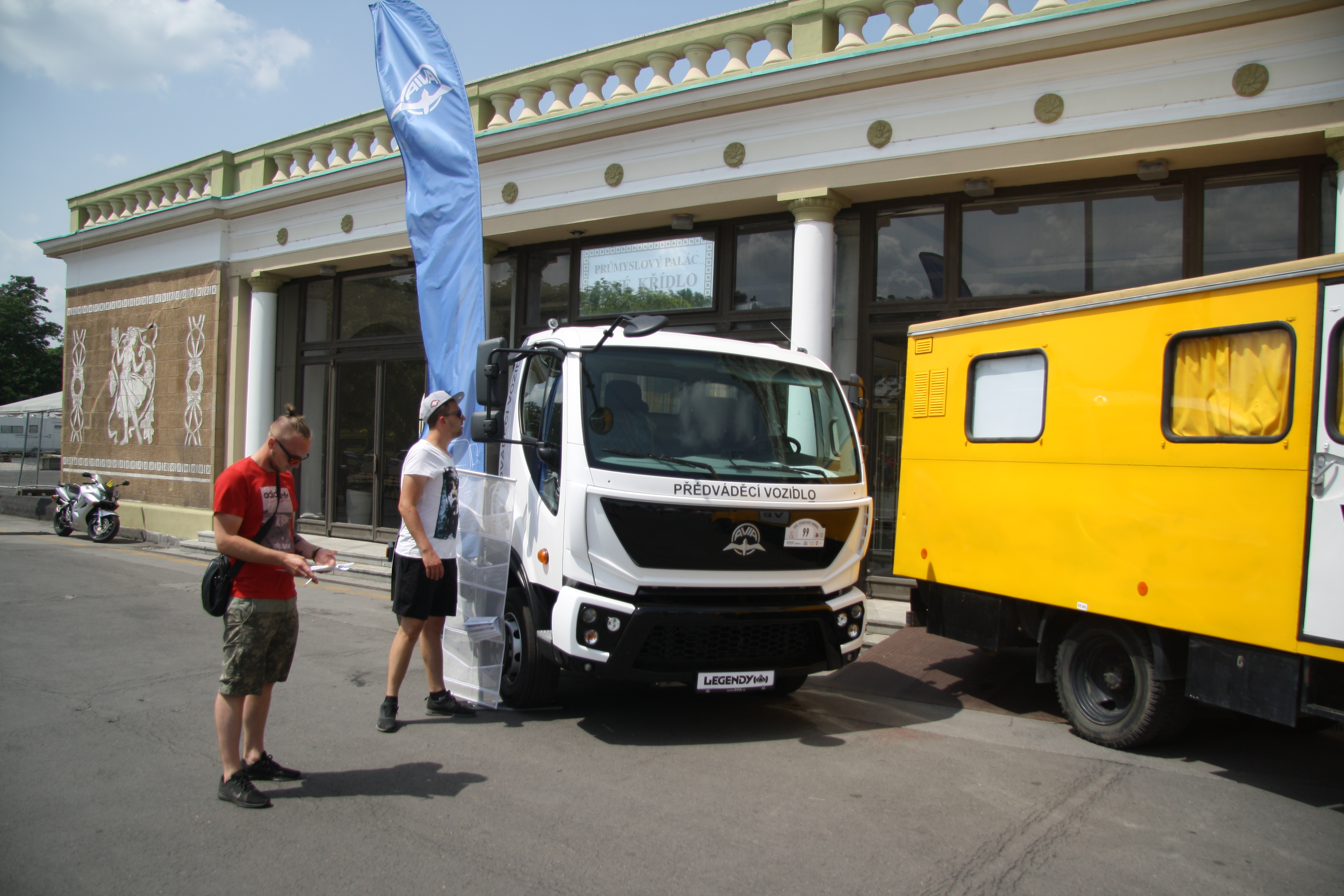
Avia D Initia

V roce 2016 převzal Avii nový vlastník, společnost Czechoslovak Group. Ta krátce po zakoupení firmy rozhodla o znovuzahájení výroby, ale také přestěhování výrobních linek do areálu firmy Excalibur v Přelouči. Vozidlo Euro 6 si vyžádalo další úpravy a nové homologace, došlo také k přípravě faceliftu, který se dotknul exteriéru i interiéru vozidla. Přeloučský spolupracuje se sesterskými společnostmi Karbox, jenž se stal dodavatelem rámů, a automobilkou Tatra, která zajišťovala lakování kabin.
Firma začala vyrábět novou modelovou řadu Avia D Initia v září 2017. Střední nákladní automobil splňuje emisní třídu Euro 6 a má čtyřválcové motory Cummins ISB 4.5l (150, 180 a 210 koní). V roce 2018 Avia Motors představila vozidlo Avia Initia 4x4 a ukázala jeho schopnosti na terénním polygonu v Přelouči. V roce 2018 vyrobila 70 vozů. Podnik se chtěl soustředit na vývoj elektrických verzí. 
Od roku 2019 společnost upustila od nižších modelů D75 a D90 Initia a pokračuje jen ve výrobě D120 Initia 4x4.

## Expedice
Automobily Avia byly použity jako expediční vozidlo při řadě československých expedic. Například:
- 1973, 1976 – horolezecká expedice Makalu, automobily Tatra 148 a Avia A30[26]
- 1975 – Indus 75, vodácká výprava do Pákistánu, automobil Avia A30[27]
- 1977 – Ganga 77, vodácká výprava Mladé fronty do Indie, automobil Avia A30[28]

## Galerie vozidel vyráběných v Avii

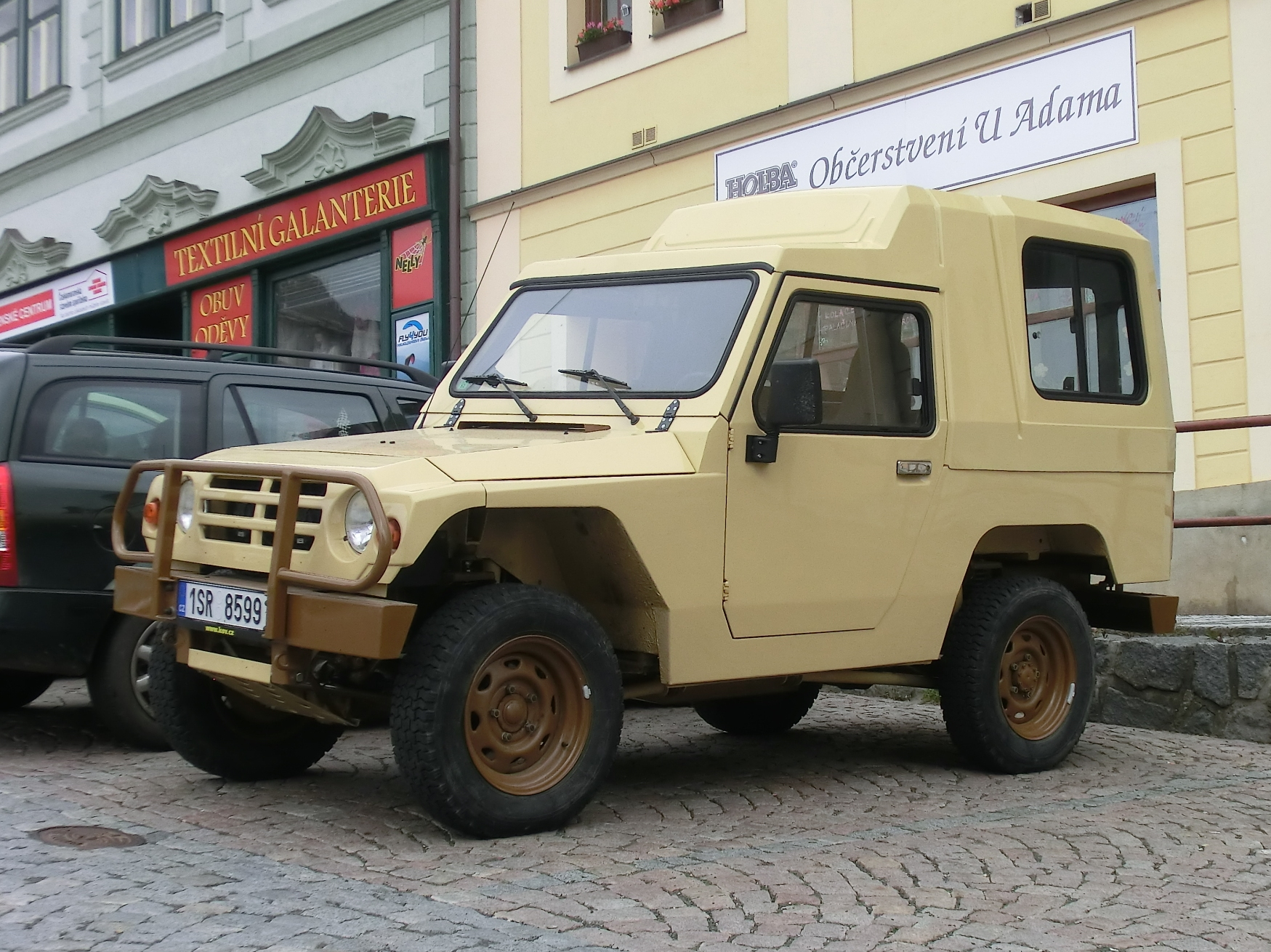
Avia A11
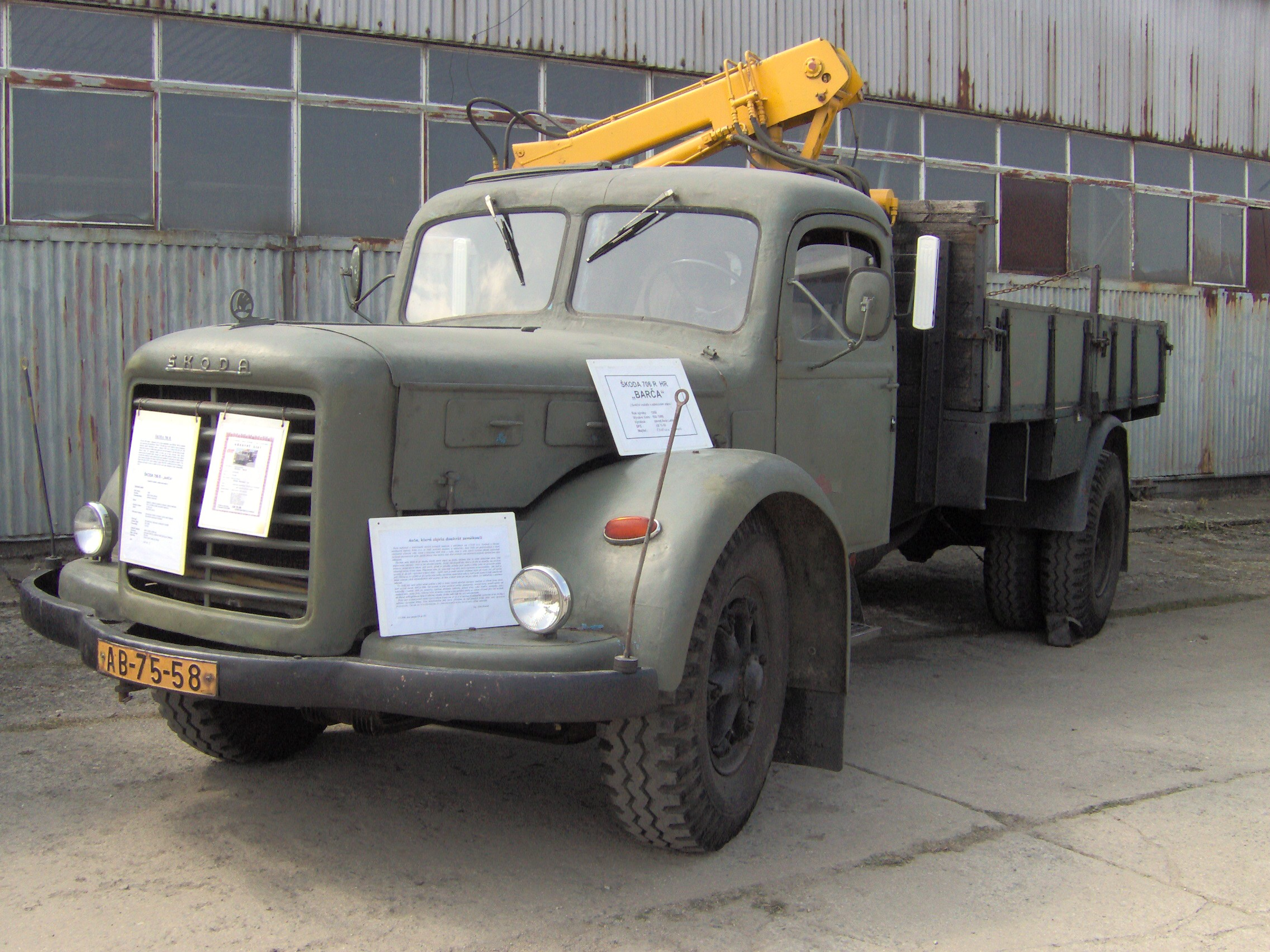
Škoda 706 R
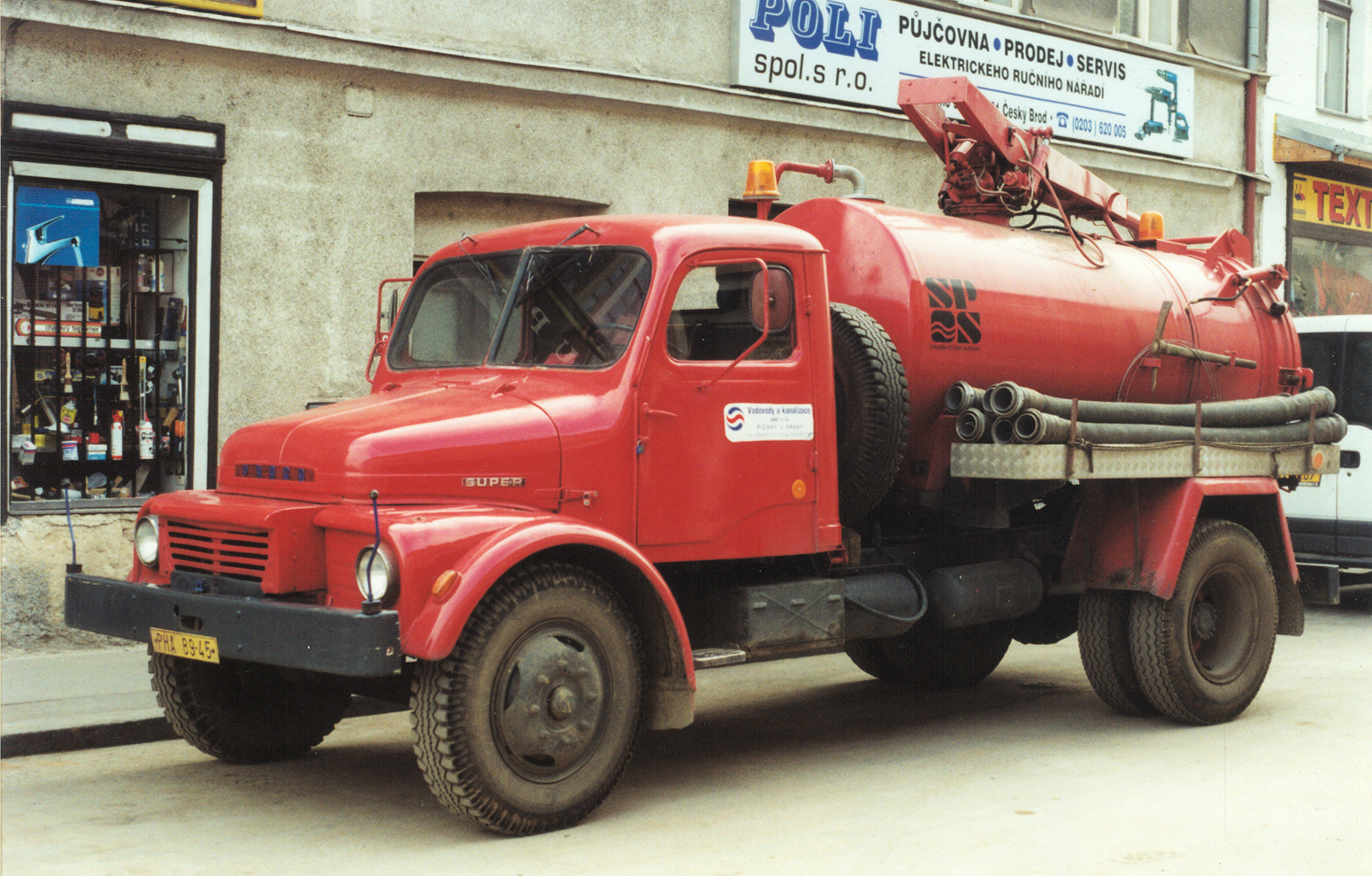
Praga S5T

### Galerie autobusů vyráběných na podvozcích Avia

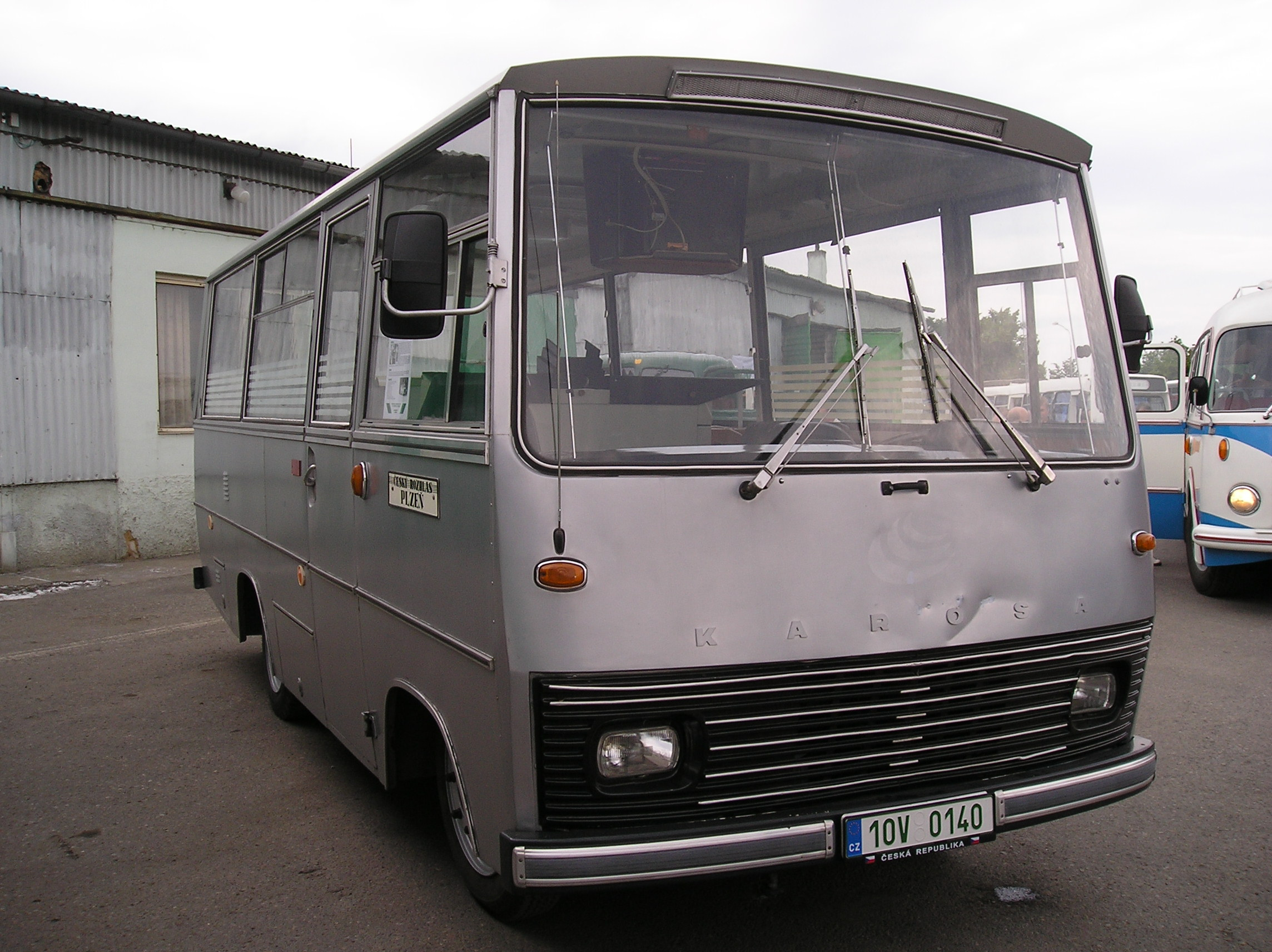
Autobus Karosa A 30 v úpravě pro rozhlas
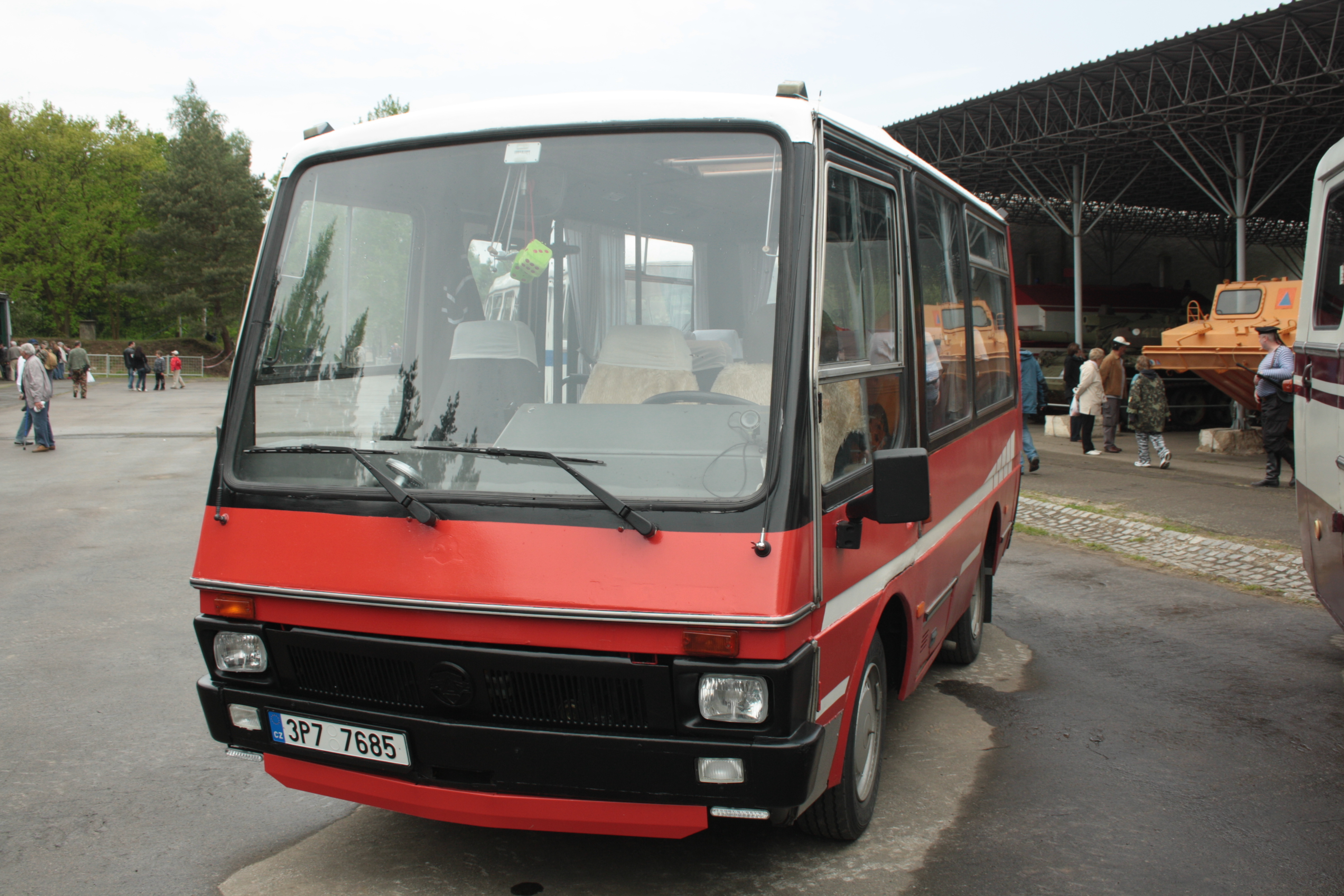
TAZ Neretva
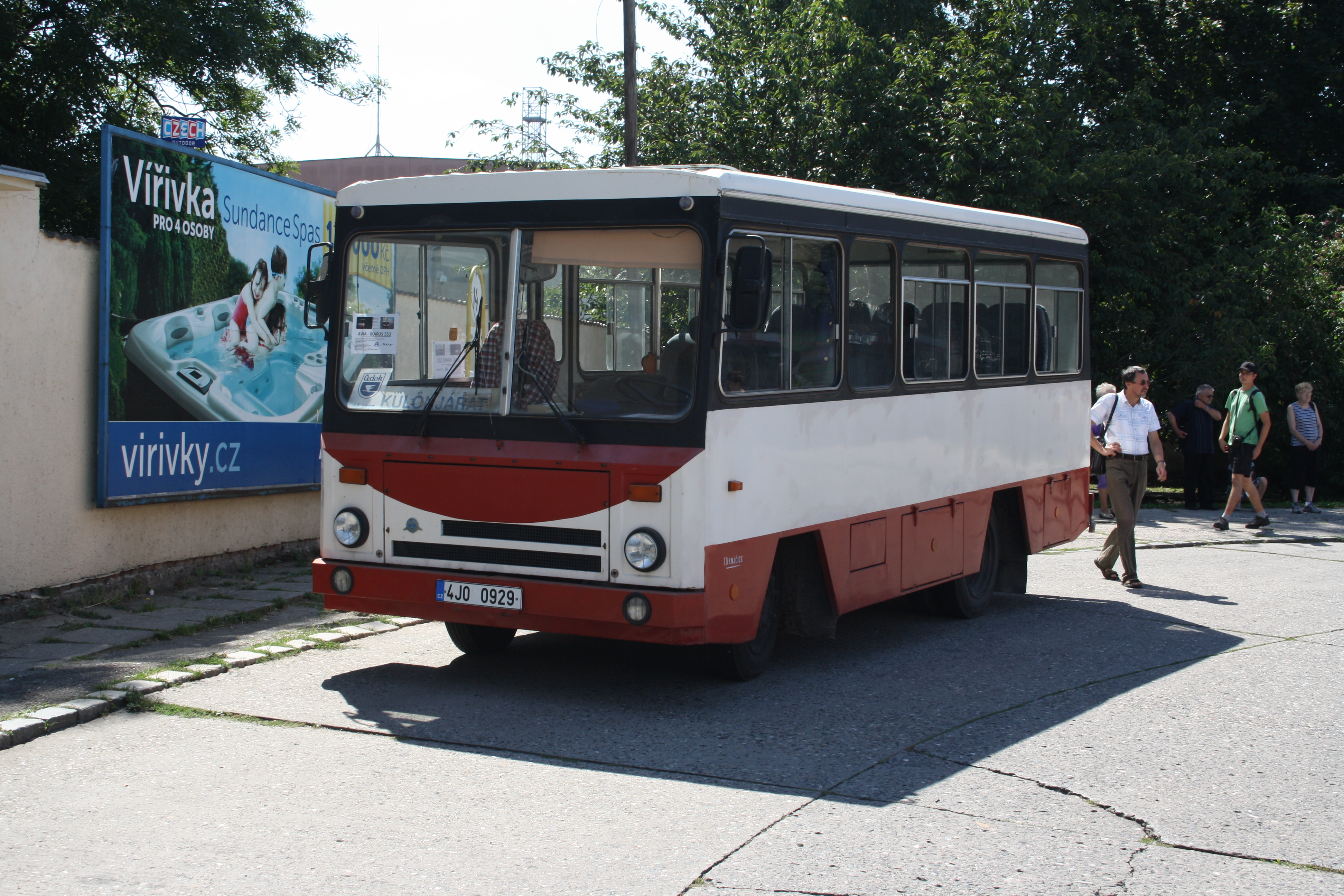
Ikarus Avia 553
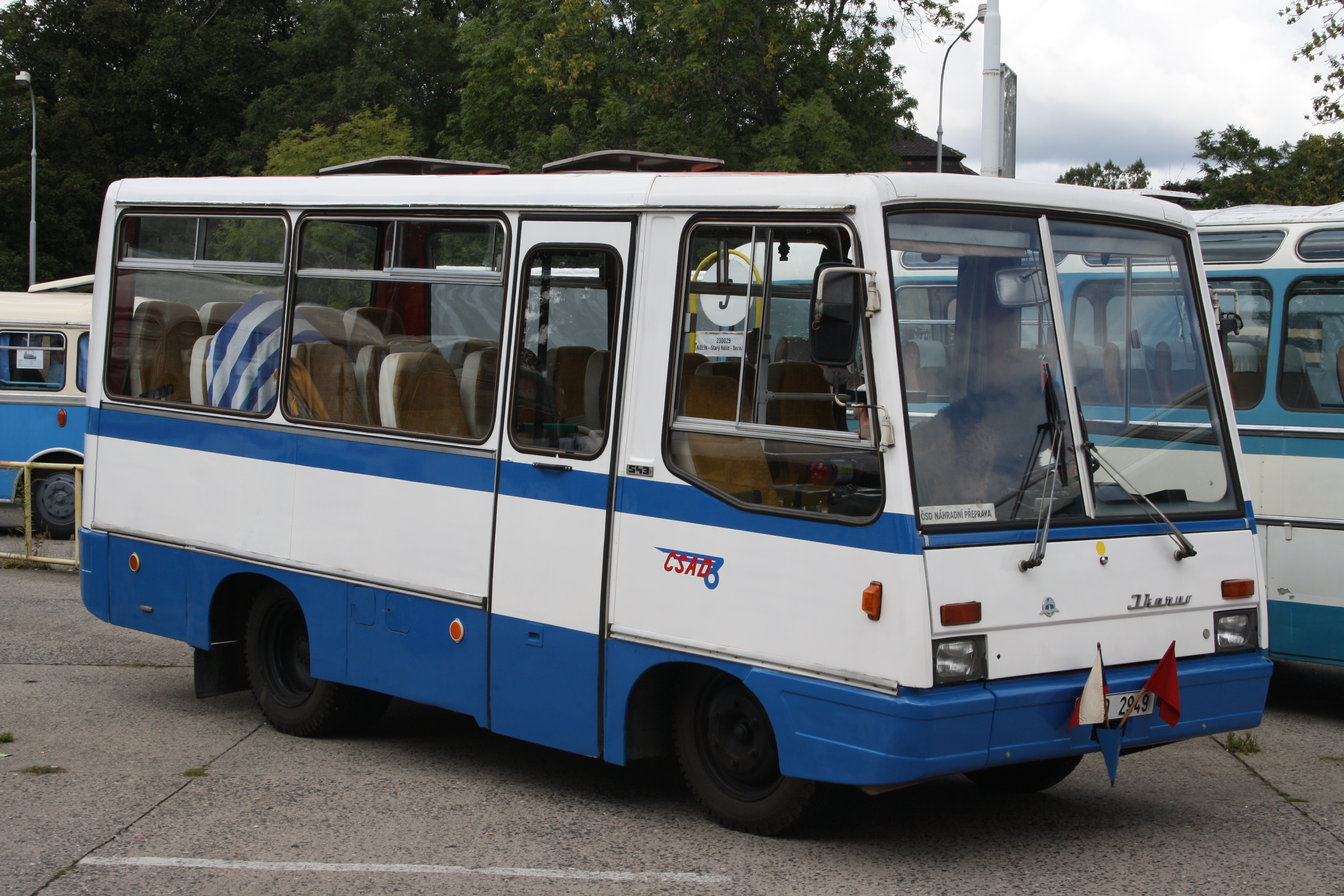
Ikarus Avia 543 Midi

## Ostatní výroba
Avia dodala duralový osvětlovací most pro novou pražskou Sportovní halu otevřenou 7. března 1962. Byl přitom využit ve značném množství zbylý materiál po zastavení výroby letadel, jakož i zkušenosti s prací s tímto materiálem.